# Pakistan
Il Pakistan o Pachistan, ufficialmente Repubblica Islamica del Pakistan (in urdu اِسلامی جمہوریہ پاكِستان‎?, Islāmī Jumhūriyah Pākistān; in inglese Islamic Republic of Pakistan), è uno Stato dell'Asia meridionale, il quinto più popoloso al mondo, con una popolazione superiore ai 252 milioni di abitanti ed il 35º più esteso con 796 096 km². A sud ha una costa che si estende per 1 046 chilometri sul Mar Arabico e sul golfo di Oman, a est confina con l'India, a ovest con l'Afghanistan, mentre con l'Iran e la Cina confina rispettivamente a sud-ovest e all'estremo nord-est. A nord è separato dal Tagikistan dal corridoio del Wakhan dell'Afghanistan, mentre condivide anche un confine marittimo con l'Oman. La capitale è Islamabad.
Il suo territorio è considerato una culla della civiltà e in precedenza fu sede di diverse culture antiche, tra cui quella Mehrgarh del neolitico e la civiltà della valle dell'Indo dell'età del bronzo. In seguito vi succedettero regni governati da persone di fedi e culture diverse, tra cui indù, indo-greci, buddhisti, musulmani, turco-mongoli, afgani e sikh. Vi dominarono numerosi imperi e dinastie, tra cui l'Impero Maurya bengalese, l'Impero achemenide persiano, Alessandro di Macedonia, il Califfato omayyade e il Califfato abbaside arabi, il Sultanato di Delhi, l'Impero mongolo, l'Impero Mughal, l'Impero Durrani, l'Impero Sikh e l'Impero britannico.
È unico tra i Paesi musulmani in quanto è l'unico Paese a essere stato preteso, come cessione di parte del territorio prima indiano a lunga tradizione induista, ma interessato dalle ondate di conversione della più recente religione islamica, proprio per dare una nazione ai musulmani in nome dell'Islam. L'idea di questa scissione è infatti nata nella ancora unita India, dove la Lega Musulmana Panindiana (All India Muslim League), il secondo maggior partito indiano, in quel periodo era guidata dal nazionalista islamico Mohammad Ali Jinnah che per primo, nel 1940, propose l'idea di una nazione islamica indiana, il Pakistan. La linea politica della Lega Musulmana mirava infatti a una divisione tra le due principali comunità religiose del continente indiano.
Così il Movimento per il Pakistan guidato da Mohammad Ali Jinnah detto Quaid-e Azam (lett. "grande leader"), nel 1947 ottenne la nascita del Pakistan, anche dopo rivendicazioni armate, come una nazione indipendente per i musulmani nelle regioni est e ovest del subcontinente, dove ne erano la maggioranza confessionale. Inizialmente un dominion britannico, il Pakistan ha adottato una nuova costituzione nel 1956, diventando una repubblica islamica. Una guerra civile nel 1971 ha portato alla secessione del Pakistan orientale facendo nascere il nuovo Stato del Bangladesh.
Il Pakistan è una repubblica parlamentare federale (vedi democrazia islamica) composta da quattro province e quattro territori federali. Si tratta di un Paese etnicamente e linguisticamente diversificato, con una variazione simile nella sua geografia e alla sua fauna selvatica. Il Pakistan possiede la settima forza armata del mondo per grandezza e detiene armi nucleari, l'unica nazione nel mondo musulmano (a parte la Turchia, che le ospita solo) e la seconda in Asia meridionale ad avere un tale status. L'economia del Paese, semi-industrializzata e con un settore agricolo ben integrato, è la 26º al mondo in termini di potere d'acquisto e la 45° in termini di PIL ed è considerata una delle economie in maggior crescita del mondo.
La storia del Pakistan del dopo indipendenza è stata caratterizzata da periodi di governo militare, dall'instabilità politica e da conflitti con la vicina India. Il paese continua ad affrontare problemi complessi, tra cui la sovrappopolazione, il terrorismo, la povertà, l'analfabetismo e la corruzione. Nonostante questi fattori, esso vanta doti strategiche e potenziale di sviluppo. Negli anni ha goduto di notevoli progressi nella riduzione della povertà arrivando al secondo più basso tasso di povertà organico dell'Asia del Sud. La sua borsa valori ha mostrato le migliori prestazioni in confronto con le altre borse asiatiche. Il Pakistan è membro delle Nazioni Unite, del Commonwealth delle nazioni, dei Prossimi undici, dell'Organizzazione per la Cooperazione di Shanghai, dell'ECO, dell'UfC, del protocollo di Kyoto, dell'ICCPR, dell'RCD, dell'UNCHR, della Banca Asiatica d'Investimento per le Infrastrutture del G20 per i paesi in via di sviluppo, dell'ECOSOC; è membro fondatore dell'Organizzazione della cooperazione islamica e del SAARC.

## Origine del nome
L'origine del nome Pakistan è controversa, in urdu e in persiano pak significa puro di spirito, per cui aggiungendo il suffisso -stan (terra), il significato sarebbe "terra dei puri".
La prima apparizione del nome, nella forma Pak(i)stan risale al 28 gennaio 1933 nell'opuscolo "Now or Never. Are we to live or perish forever?" di Choudhary Rahmat Ali (noto anche come Rehmat Ali Khan), uno dei principali sostenitori dell'indipendenza dello Stato islamico. Nelle intenzioni dell'autore il nome nasce dalla contrazione dei nomi delle regioni nell'area che lui individuava come patria dei musulmani del nord dell'India e cioè Punjab, Afghania (l'attuale Khyber Pakhtunkhwa), Kashmir, Indus, Sindh e Belucistan.

## Storia

### Origine e Medioevo
Alcune tra le prime civiltà che si svilupparono in Asia meridionale ebbero origine nelle aree comprese nell'odierno Pakistan. I primi abitanti conosciuti della regione apparvero durante il paleolitico inferiore, i cui strumenti in pietra sono stati trovati nella valle di Soan del Punjab. La regione ove scorre il fiume Indo, per la maggior parte in territorio pakistano, fu dimora di diverse culture antiche tra cui la Mehrgarh del neolitico e la civiltà della valle dell'Indo dell'età del bronzo (2800-1800 a.C.) presso Harappa e Mohenjo-daro.
La civiltà vedica (1500-500 a.C.), caratterizzata dalla cultura indo-aria, pose le basi dell'Induismo. Multan fu un importante centro di pellegrinaggio indù. La civiltà vedica fiorì nella città antica di Gandhāra di Takṣaśilā, ora Taxila nel Punjab. Successivamente, diversi imperi e regni si succedettero nella regione: l'impero persiano achemenide intorno al 519 a.C., l'impero di Alessandro Magno nel 326 a.C. e l'impero Maurya fondato da Chandragupta Maurya e continuato da Ashoka il Grande fino al 185 a.C. Il Regno indo-greco, fondato da Demetrio I di Battria (180-165 a.C.) includeva Gandhara e Punjab e raggiunse la sua massima estensione sotto Menandro (165-150 a.C.), facendo prosperare la cultura greco-buddista nella regione. A Taxila fu fondata una delle prime università e centri di istruzione superiore di tutto il mondo.
Durante il periodo medievale (642-1219 d.C.), nella regione si diffuse la religione dell'Islam, grazie all'opera fondamentale dei missionari sufi nella conversione della popolazione locale buddista e indù.
Nel 711, il generale arabo Muhammad bin Qasim conquistò la valle dell'Indo dal Sindh a Multan, nel sud del Punjab. La cronologia ufficiale del governo del Pakistan identifica questo come il punto in cui furono poste le "fondamenta" del Pakistan. Questa conquista fu propedeutica all'instaurarsi dei successivi imperi musulmani nella regione, tra cui l'impero Ghaznavide (975-1187 d.C.), l'impero Ghuride e il Sultanato di Delhi (1206-1526 d.C.). La dinastia Lodi, l'ultima del Sultanato di Delhi, venne sostituita dall'impero Mughal (1526-1857 d.C.). I Mughal introdussero la letteratura persiana, stabilendo le radici della cultura indo-persiana nella regione. Nei primi anni del XVI secolo, la regione rimase sotto il dominio dell'Impero Mughal governato da sovrani musulmani. All'inizio del XVIII secolo la crescente influenza europea portò lentamente alla disgregazione dell'impero, mentre i confini tra il dominio commerciale e politico divennero sempre più sfocati.
Durante questo periodo, la Compagnia britannica delle Indie orientali, stabilì alcuni avamposti sulla costa. Il controllo dei mari, le maggiori risorse, la tecnologia più avanzata e la forza militare dell'Impero britannico portarono, dal 1765, la Compagnia delle Indie orientali a conseguire il controllo sul subcontinente. Successivamente, con l'ampliamento al di là del Bengala e il conseguente aumento della forza e delle dimensioni del suo esercito consentì alla Compagnia di annettere o sottomettere la maggior parte della regione, entro il secolo successivo. A questo punto, il potere economico e politico della regione fu fortemente limitato dal Parlamento britannico, fino a includere ulteriori sfere della vita come l'istruzione, l'organizzazione sociale e culturale. Tali riforme compresero l'applicazione dell'English Education Act 1835 e l'introduzione del Servizio civile indiano. Le tradizionali madrase, primari istituti di istruzione superiore per i musulmani, non vennero sostenute dall'impero anglo-indiano, e quasi tutte le madrase persero la loro dotazione finanziaria.

### Periodo coloniale
Il graduale declino dell'Impero Mughal, avvenuto durante i primi anni del XVIII secolo, permise la crescita dell'influenza dell'Impero Sikh nel controllo di aree sempre più grandi, fino a quando la Compagnia delle Indie Orientali estese il suo dominio sul subcontinente indiano. La tensione dovuta al dominio britannico sfociò nei moti indiani del 1857, sedati con un ampio spargimento di sangue. Le divergenze nel rapporto tra Induismo e l'Islam creò una importante spaccatura nell'India britannica; facilitando così una violenza religiosa a sfondo razziale nella regione. La controversia sulla lingua peggiorò ulteriormente le tensioni tra indù e musulmani.
Il rinascimento del Bengala favorì il risveglio dell'intellettualismo tradizionale indù, anche grazie all'atteggiamento più assertivo riguardo alla sfera sociale e politica dell'India britannica. Sir Syed Ahmad Khan guidò un movimento atto a contrastare la rinascita induista e contribuì a fondare, nel 1909, la Lega Musulmana Panindiana. A differenza delle attività anti-britanniche sostenute dal Congresso Nazionale Indiano, la Lega musulmana fu di impronta filo-britannica e il programma politico fece suoi i valori britannici che avrebbero plasmato la società civile del futuro del Pakistan. Durante la prima guerra mondiale, i servizi segreti britannici sventarono una cospirazione indo-tedesca. Tra il 1920 e il 1930, la lotta per l'indipendenza, in gran parte non violenta e guidata dal Congresso indiano, vide l'intervento di milioni di manifestanti in campagne di massa di disobbedienza civile contro l'Impero britannico.
A partire dal 1930, la Lega Musulmana lentamente crebbe in popolarità per via dei timori di una sottorappresentazione dei musulmani in politica. Nel suo discorso presidenziale del 29 dicembre 1930, Muhammad Iqbal chiese "la fusione del Nord-Ovest a maggioranza musulmana negli Stati indiani", comprensivi del Punjab, delle provincie di frontiera del Nord-Ovest, del Sindh e del Belucistan. Mohammad Ali Jinnah, il fondatore di Pakistan, perorò la teoria delle due nazioni e portò la Lega musulmana ad adottare la risoluzione di Lahore del 1940, popolarmente conosciuta come la "risoluzione del Pakistan".
A seguito del fallimento di una missione diplomatica, tra il 1946 e il 1947, la Gran Bretagna tramite il viceré Louis Mountbatten annunciò l'intenzione di porre fine al suo dominio sull'India. Nel giugno 1947, i nazionalisti indiani, tra cui Jawaharlal Nehru e Abul Kalam Azad del Congresso, Jinnah della Lega musulmana e Tara Singh in rappresentanza della popolazione Sikh, accettarono le condizioni proposte per il trasferimento del potere e per l'indipendenza. A seguito della partizione concordata, il moderno Stato del Pakistan fu istituito il 14 agosto 1947 (27 Ramadan 1366 del calendario islamico), amalgamando le regioni orientali e nord-occidentali a maggioranza musulmana dell'India britannica. La divisione del Punjab e del Bengala portò a una serie di violenti scontri interreligiosi sia nell'India sia nel Pakistan con un milione di morti; sette milioni di musulmani si trasferirono nel Pakistan e cinque milioni di indù e sikh emigrarono in India. La controversia sul Kashmir e Jammu sfociò nella guerra Indo-Pakistana del 1948.

### Indipendenza e Pakistan moderno
Dal 14 agosto 1947 fino al 1971, la nazione fu costituita dal Pakistan occidentale e dal Pakistan orientale, essenzialmente bengalese, i cui territori erano però separati dal Bengala indiano. Nel 1971 il Pakistan orientale si ribellò e, con l'aiuto di truppe indiane, divenne lo Stato indipendente del Bangladesh, anche se l'India non concesse mai al suo Stato del Bengala di riunificarsi col Bangladesh.
Dall'indipendenza, il Pakistan è anche sempre stato in disputa con l'India sul territorio del Kashmir, portato "in dote" dal suo sovrano hindu all'Unione Indiana, al momento della divisione del sub-continente, malgrado la netta prevalenza musulmana della popolazione che teoricamente avrebbe dovuto comportare l'adesione al Pakistan della regione.
Nel frattempo, nel 1956, venne proclamata la repubblica facendo decadere i Windsor nella persona di Elisabetta II.

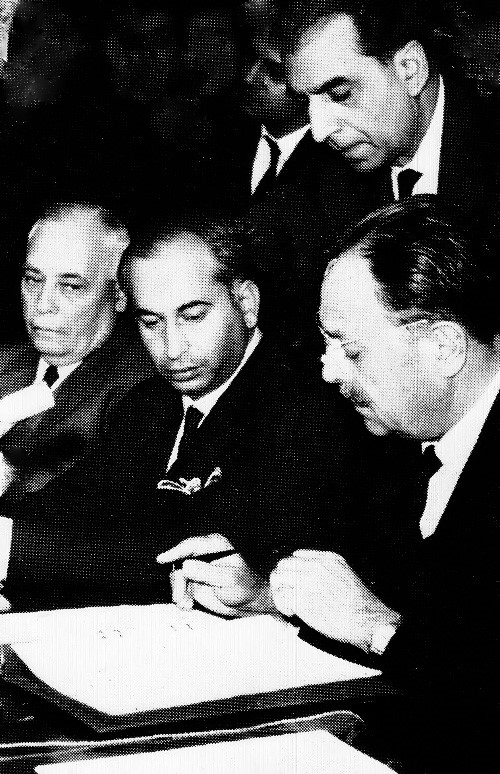
Firma della Dichiarazione di Tashkent che mise fine alle ostilità con l'India nel 1965, da parte di Ayyub Khan, Bhutto (al centro) e Aziz Ahmed (a sinistra)

Subito dopo l'indipendenza, India e Pakistan entrarono in guerra tra di loro, a seguito dell'invasione di Jammu e Kashmir da «elementi tribali» pakistani. Ulteriori guerre furono combattute nel 1965 e nel 1971 su quel territorio. Nonostante le numerose battaglie, lo status del Kashmir rimane in un limbo: tale disputa ha complicato le relazioni tra Pakistan e India. Il Pakistan ha anche avuto una disputa - relativamente dormiente da quando la guerra fredda terminò con il ritiro delle truppe sovietiche - con l'Afghanistan, sulla Linea Durand.
La storia politica pakistana è divisa in periodi alternati di dittatura militare e governo democratico parlamentare. Lo status di dominion terminò nel 1956 con la formazione di una Costituzione e la dichiarazione del Pakistan come una repubblica islamica; i militari presero però il controllo nel 1958 e tennero il potere per più di 10 anni. Il governo civile ritornò a essere eletto dopo la Guerra indo-pakistana del 1971, ma alla fine degli anni settanta, con l'esecuzione di Zulfiqar Ali Bhutto, che fu dichiarato colpevole d'avere assassinato un oppositore politico, in una decisione presa dalla Corte Suprema pakistana che è estremamente generoso definire "controversa".
Negli anni ottanta, il Pakistan ricevette sostanziosi aiuti dagli USA, e assorbì milioni di rifugiati afghani, soprattutto Pashtun, che fuggivano a causa dell'intervento sovietico. L'immigrazione di così tanti rifugiati ha avuto un grande impatto sul Pakistan. La dittatura del generale Muhammad Zia-ul-Haq vide un'espansione della legge islamica, oltre a un afflusso di armi e droghe dall'Afghanistan. Nel 1988 il generale morì in un incidente aereo e il Pakistan ritornò ad avere un governo democraticamente eletto, con l'elezione di Benazir Bhutto.
Dal 1988 al 1998 il Pakistan ebbe un governo civile, guidato alternativamente da Benazir Bhutto e Nawaz Sharif, che furono entrambi eletti due volte e deposti con la consueta accusa di corruzione dai militari. La crescita economica declinò verso la fine di questo periodo, tarpata da politiche economiche errate, associate a corruzione politica e clientelismo. Altri fattori limitanti sono stati la crisi finanziaria asiatica e le sanzioni economiche imposte al Pakistan dopo i suoi primi test nucleari nel 1998. Questi test avvennero poco dopo che anche l'India aveva testato armi nucleari, accrescendo le paure di una corsa agli armamenti nucleari nell'Asia meridionale. L'anno successivo, il conflitto del Kargil in Kashmir minacciò di sfociare in una guerra su vasta scala.
Nell'elezione del 1997 che portò nuovamente Nawaz Sharif a essere Primo ministro, il suo partito ricevette un'ampia maggioranza dei voti, ottenendo abbastanza seggi nel parlamento per modificare la costituzione ed eliminare i controlli formali che limitavano il potere del Primo ministro. Le sfide istituzionali portate all'autorità di Sharif dal capo della Corte Suprema Sajjad Ali Shah e dal capo militare Jehangir Karamat furono rintuzzate, nel primo caso con un'invasione della sede della Corte Suprema da parte di attivisti del partito.
Il crescente autoritarismo e le voci di corruzione del governo di Sharif portarono a una vasta sollevazione popolare, culminata nel 1999 nel colpo di Stato militare del generale Pervez Musharraf, che assunse il titolo di capo dell'esecutivo e nominò un Consiglio nazionale di sicurezza composto da otto membri come organo di governo. Musharraf ha in seguito accentrato nelle sue mani anche la presidenza del paese, prorogando il mandato fino al 2007 con un referendum svoltosi nell'aprile 2002.

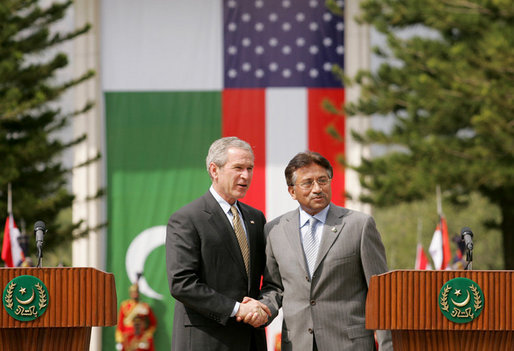
Il presidente Bush incontra il presidente Musharraf a Islamabad durante la sua visita in Pakistan del 2006

Nel 2004 Musharraf ha adottato una serie di misure per far ritornare la nazione a una certa qual formale democrazia, essendosi impegnato a dimettersi da capo delle forze armate per la fine del 2004. Nonostante il suo impegno formale, il 14 ottobre 2004 il Parlamento pakistano ha approvato una legge che ha consentito a Musharraf di mantenere entrambe le cariche, «per continuare la lotta al terrorismo e salvaguardare l'integrità territoriale del Pakistan». Musharraf si è infine dimesso da capo delle forze armate solo dopo che la Corte Suprema ha convalidato la sua rielezione a Presidente della Repubblica del 7 ottobre 2007.
Mentre le sue riforme economiche hanno portato alcuni benefici, il programma di riforme sociali sembra avere incontrato una certa resistenza. Il potere di Musharraf è minacciato dai fondamentalisti islamici, che si sono rafforzati dopo gli attacchi dell'11 settembre 2001 e sono particolarmente irritati dalla stretta alleanza politica e militare di Musharraf con gli Stati Uniti. Per ironia della sorte, tale alleanza si è creata proprio in seguito all'attacco alle Torri Gemelle, quando gli statunitensi cercarono un appoggio contro l'Afghanistan.
Nel 2005 un terremoto di magnitudo 7,6 scosse la regione del Kashmir causando più di 30 000 vittime, di cui gran parte bambini.
Negli ultimi mesi del 2007 il Pakistan è stato teatro di aspre rivolte dovute alla situazione politica instabile. Il 27 dicembre 2007 il capo del partito dell'opposizione Benazir Bhutto è stata uccisa in un attentato dopo una manifestazione nella città di Rawalpindi.
Il 18 agosto 2008, in seguito all'accusa di aver violato la costituzione e alla conseguente apertura di una procedura di impeachment, Musharraf ha annunciato le sue dimissioni pur dichiarando la sua innocenza. In seguito alle sue dimissioni le funzioni di Presidente della Repubblica sono state assunte dal Presidente del Senato Mohammedian Soomro, conformemente alla Costituzione pakistana. Il 6 settembre 2008 Asif Ali Zardari, già marito di Benazir Bhutto, è stato eletto nuovo Presidente.
Nel 2013 Musharraf torna in Pakistan ma viene arrestato; si svolgono le elezioni, nonostante le violenze ai talebani; prevale Nawaz Sharif che diventa primo ministro per la terza volta.
Ricordiamo inoltre la figura dell'attivista pakistana Malala Yousafzai, la più giovane vincitrice del Premio Nobel per la pace nel 2014, e il suo costante impegno per l'affermazione, e non solo nel suo paese, dei diritti civili e del diritto all'istruzione, coautrice di Io sono Malala (2013); e ancora della religiosa tedesca Ruth Pfau soprannominata la Madre Teresa del Pakistan..

## Geografia
Il Pakistan si trova nell'Asia meridionale, si estende tra i 24° e i 37° di latitudine nord e i 61° e i 77° di longitudine est occupando una superficie di 796 095 km², questo dato non comprende i territori settentrionali dell'Azad Kashmir e del Gilgit-Baltistan amministrati dal Pakistan ma contesi con l'India e quindi non conteggiati nei dati ufficiali.
Da nord a sud lo Stato si estende per 1.500 km, a est confina con l'India per 2.912 km; a ovest, l'Iran ha 909 km di confine con il Pakistan. A nord ovest si trova l'Afghanistan, il cui confine comune misura 2.430 km. Infine a nord est ci sono 523 km di confine con la Cina. A sud si affaccia sul Mare Arabico per uno sviluppo costiero di 1.046 km.

### Morfologia
Le aree settentrionali e occidentali del Pakistan sono montuose. La parte del Kashmir amministrata dal Pakistan comprende alcune delle montagne più alte del mondo, tra cui la seconda in altezza, il K2. Vi si concentra anche la più alta percentuale di foreste, pascoli, biodiversità, piante medicinali e aree protette della nazione. Il territorio viene utilizzato come terreno arabile, da pascolo o per la silvicoltura, in base sia al clima sia all'altitudine, all'aspetto fisico-geografico, all'umidità del terreno e alle condizioni socio-economiche. Oltre il 90% della regione è composto da montagne a forte pendenza, con uno strato molto sottile e fragile di suolo. Generalmente, l'instabilità di questi territori li rende poco coltivabili e piuttosto aridi.

### Idrografia
Il territorio, a eccezione per i fiumi Dashte e Hingol, comprende gran parte del bacino dell'Indo, cosa molto importante se si considera che l'economia del Pakistan, paese molto arido, è essenzialmente condizionata dalla disponibilità di acqua che questo fiume e i suoi tributari possono fornire. Superato il settore trans-himalayano del suo corso, volge verso sud e nella depressione di Peshāwar è raggiunto dal Kabul, che raccoglie le acque dell'Hindukush afghano; quindi, dopo un lungo tratto pressoché parallelo alla catena dei Sulaymān, riceve gli apporti dei fiumi del Punjab. Questa regione, che si può considerare come un unico grande conoide di deiezione ai piedi dell'Himalaya, è una delle più ricche e popolose del Pakistan. I “cinque fiumi” che lo attraversano (punj significa appunto cinque, e ab significa "acqua") drenano il versante esterno himalayano, da cui fuoriescono dopo corsi tortuosi in valli profonde, trasportando spesso, con furia devastatrice, ingenti quantitativi di detriti. I maggiori fiumi del Punjab sono il Chenāb, il Rāvi e il Sutlej, il principale. L'Indo dopo la confluenza con il Sutlej non riceve più consistenti tributi. Il suo regime dipende dalle piogge monsoniche e dallo scioglimento delle nevi e dei ghiacci. Così come quelle del Gange, le piene dell'Indo conoscono violenze incalcolabili, anche per le loro enormi masse alluvionali; per contro l'effetto benefico di queste colossali piene è evidente: esse permettono l'irrigazione delle colture estive e, dove è possibile, lo sbarramento delle acque, anche di quelle invernali.

### Clima

Carta del Pakistan secondo la classificazione climatica di Köppen.

Il Pakistan ha un clima tendenzialmente arido, con alcune caratteristiche simili a quelle mediterranee, ben distinto perciò dal clima tropicale monsonico prevalente in India. Sul territorio gli influssi monsonici dell'Oceano Indiano giungono assai attenuati e si fanno sentire soprattutto sui versanti himalayani, mentre il Pakistan è aperto ai venti caldi e asciutti provenienti da sud-ovest.
D'estate le precipitazioni sono molto scarse, almeno su gran parte del Paese. Più rilevanti, invece, le precipitazioni invernali, determinate dal regime di basse pressioni che si forma ai margini delle alte pressioni continentali, così come nel Mediterraneo. Le precipitazioni annue complessive variano da zona a zona: in tutta la sezione centrale e meridionale del Paese non superano i 400 mm; si elevano un po' nel Punjab e più considerevolmente sui primi rilievi. In media però raramente superano i 500 mm annui e in alcune zone non raggiungono neppure i 200 mm. Dal punto di vista termico si può parlare per il Pakistan di un clima di tipo continentale, specie nella pianura dell'Indo, dove le temperature sono elevate, con sensibili differenze tra gennaio e luglio.
Nelle zone montuose si hanno le stesse escursioni stagionali, però con valori nettamente più bassi. Diverse sono le condizioni nella fascia costiera: per l'azione mitigatrice dell'oceano, sono più elevate le temperature dei mesi freddi con medie di 22-23 °C e assai più basse quelle dei mesi estivi (28 °C).

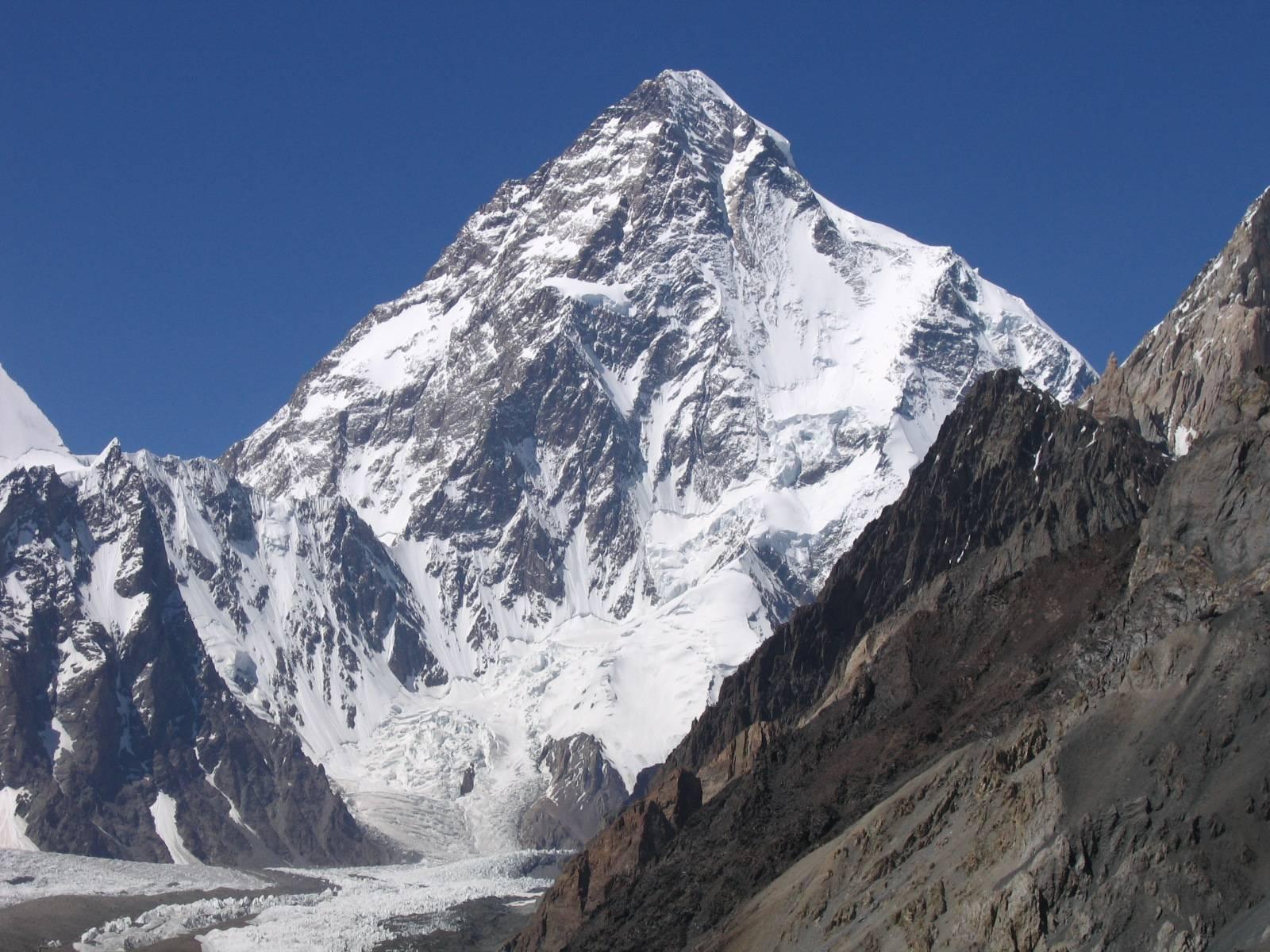
Il K2 è la seconda montagna più alta della Terra
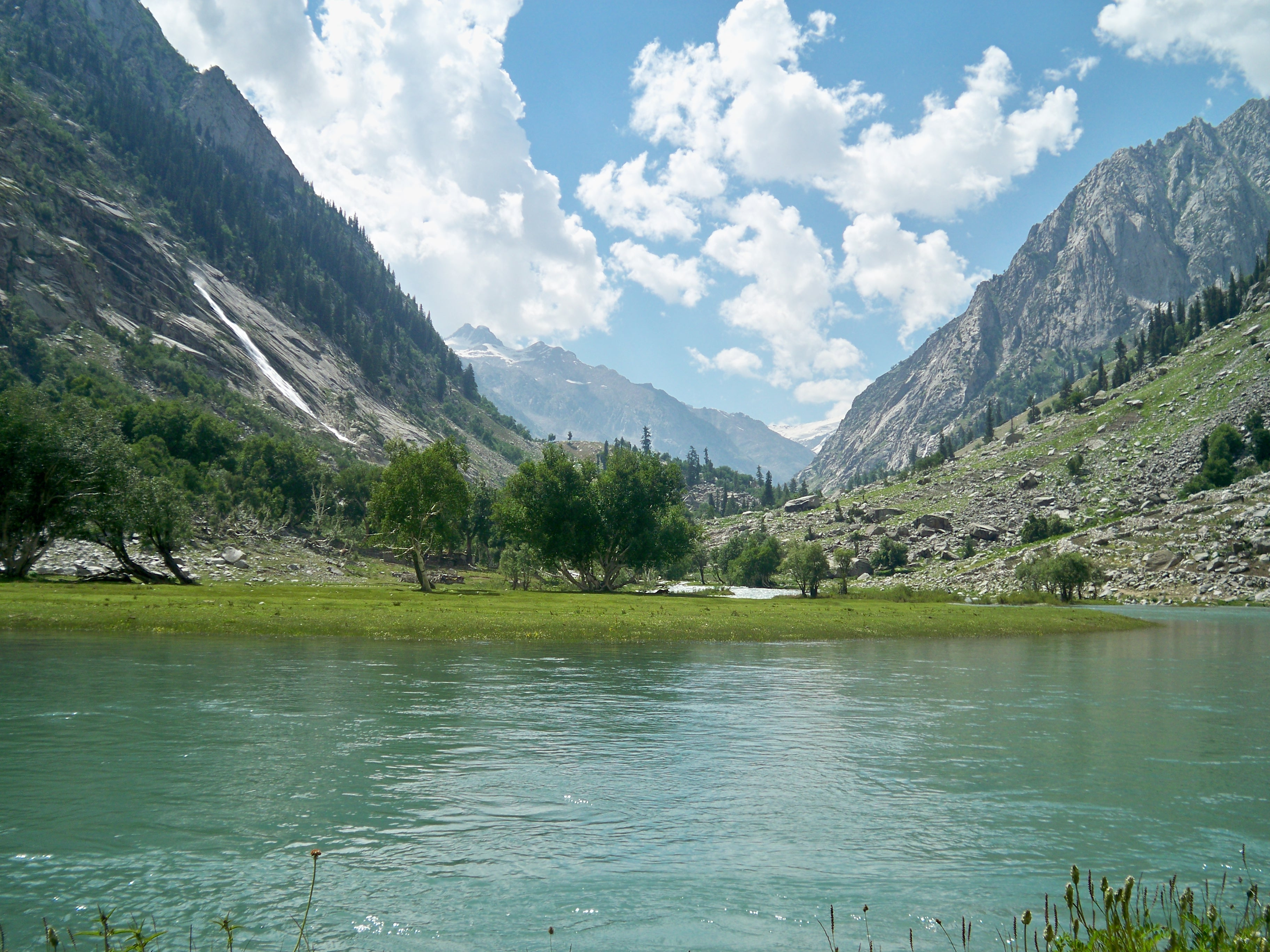
Distretto di Swat
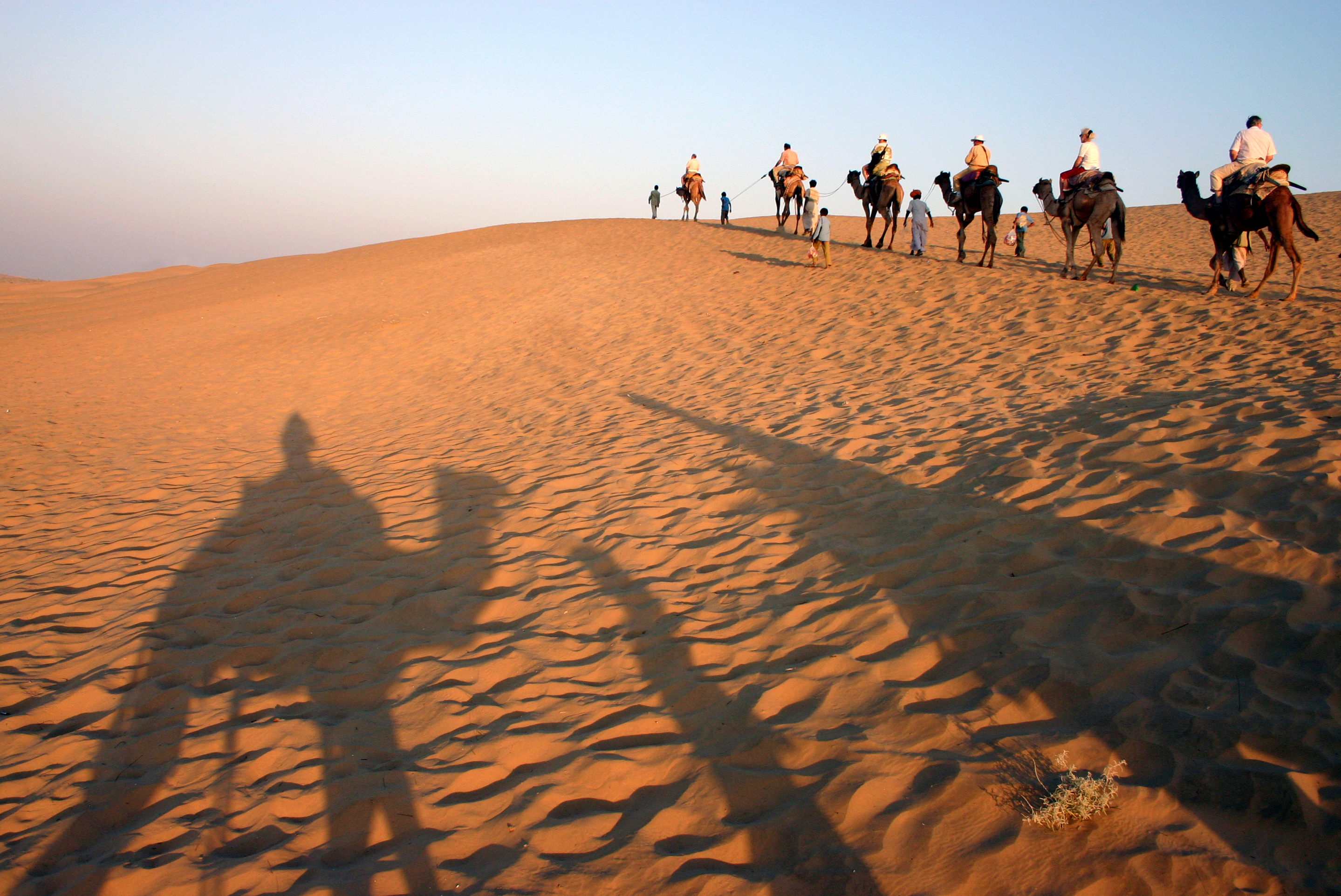
Il deserto di Thar forma un confine naturale tra India e Pakistan
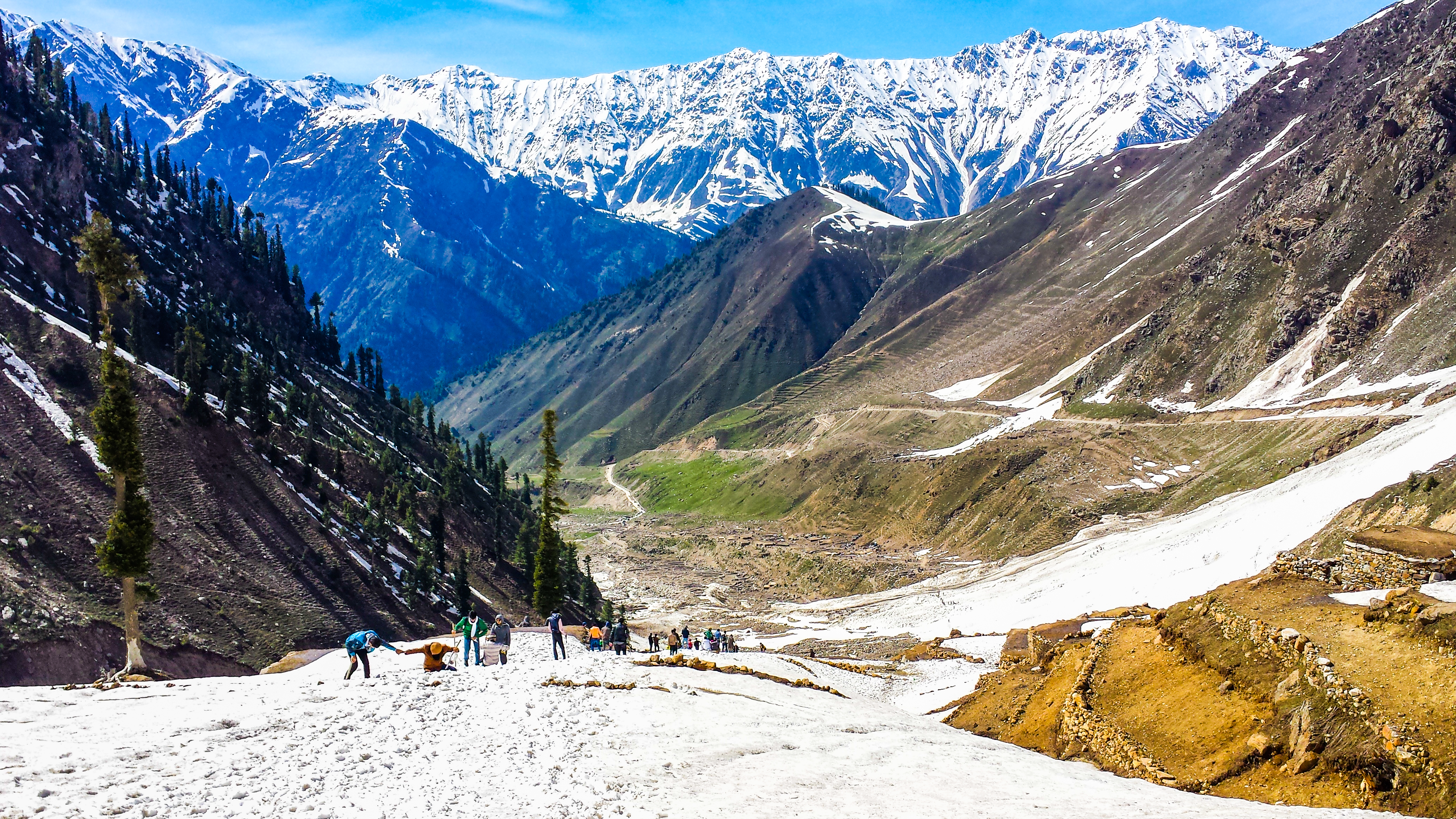
Naran, valle di Kaghan
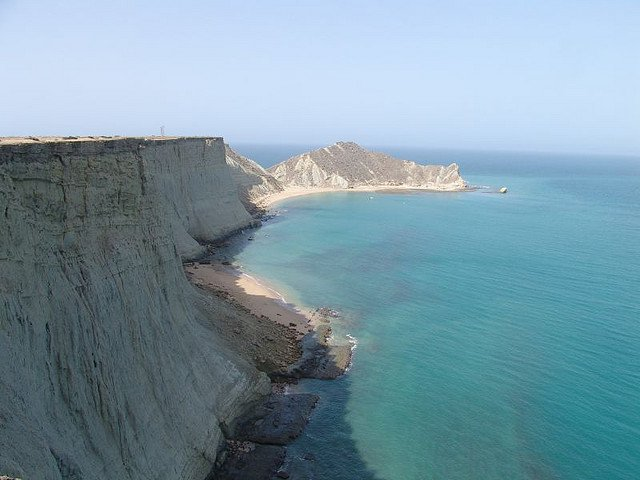
Isola Astola

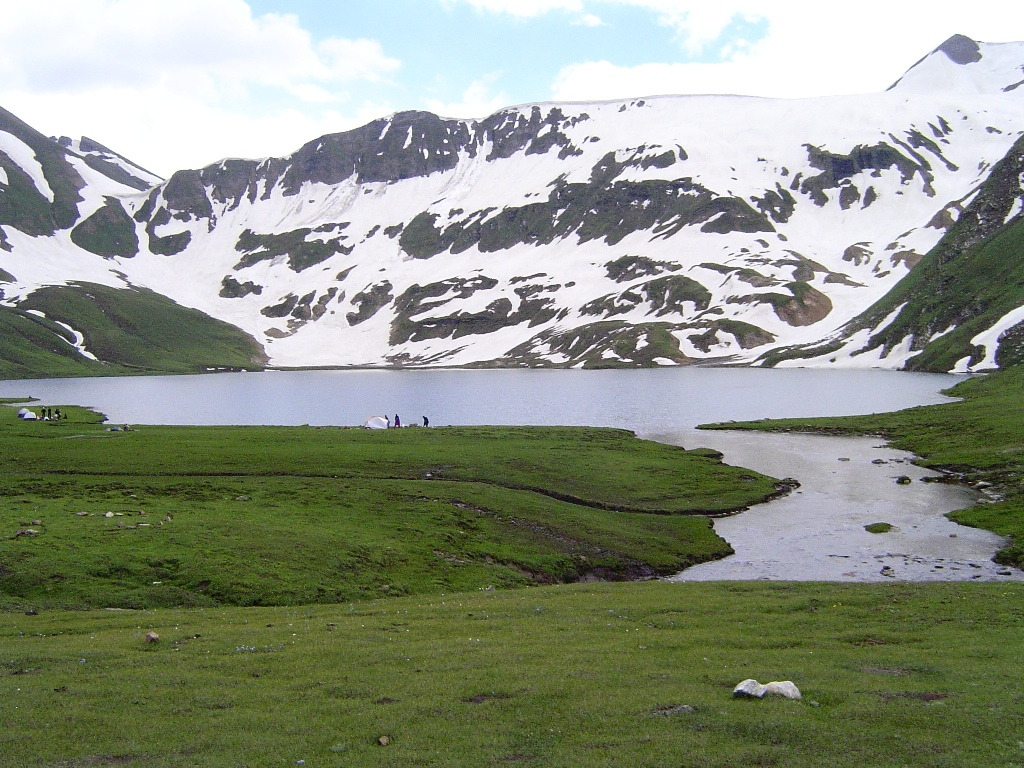
Parco nazionale di Lulusar-Dudipatsar
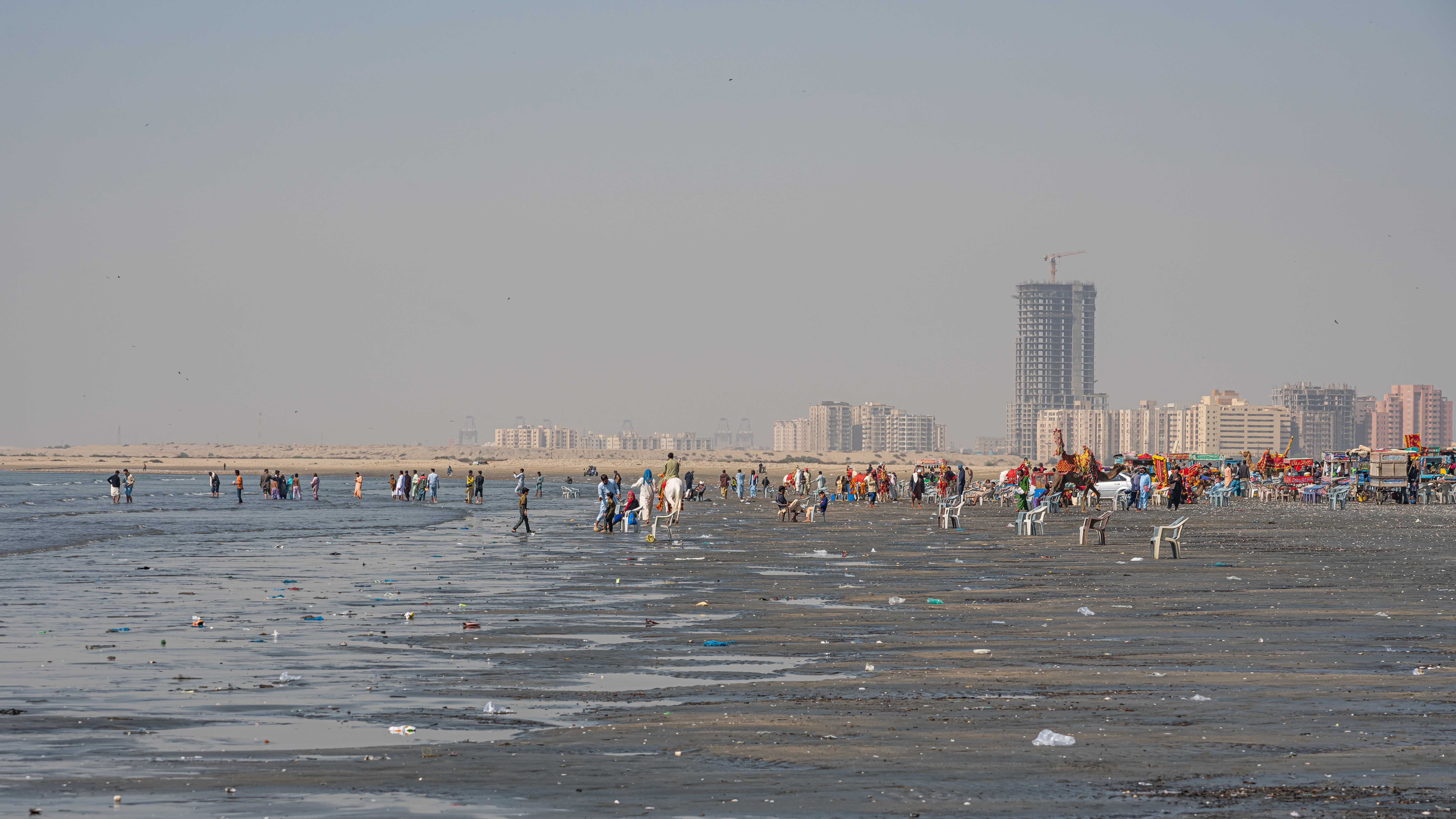
Spiaggia di Clifton
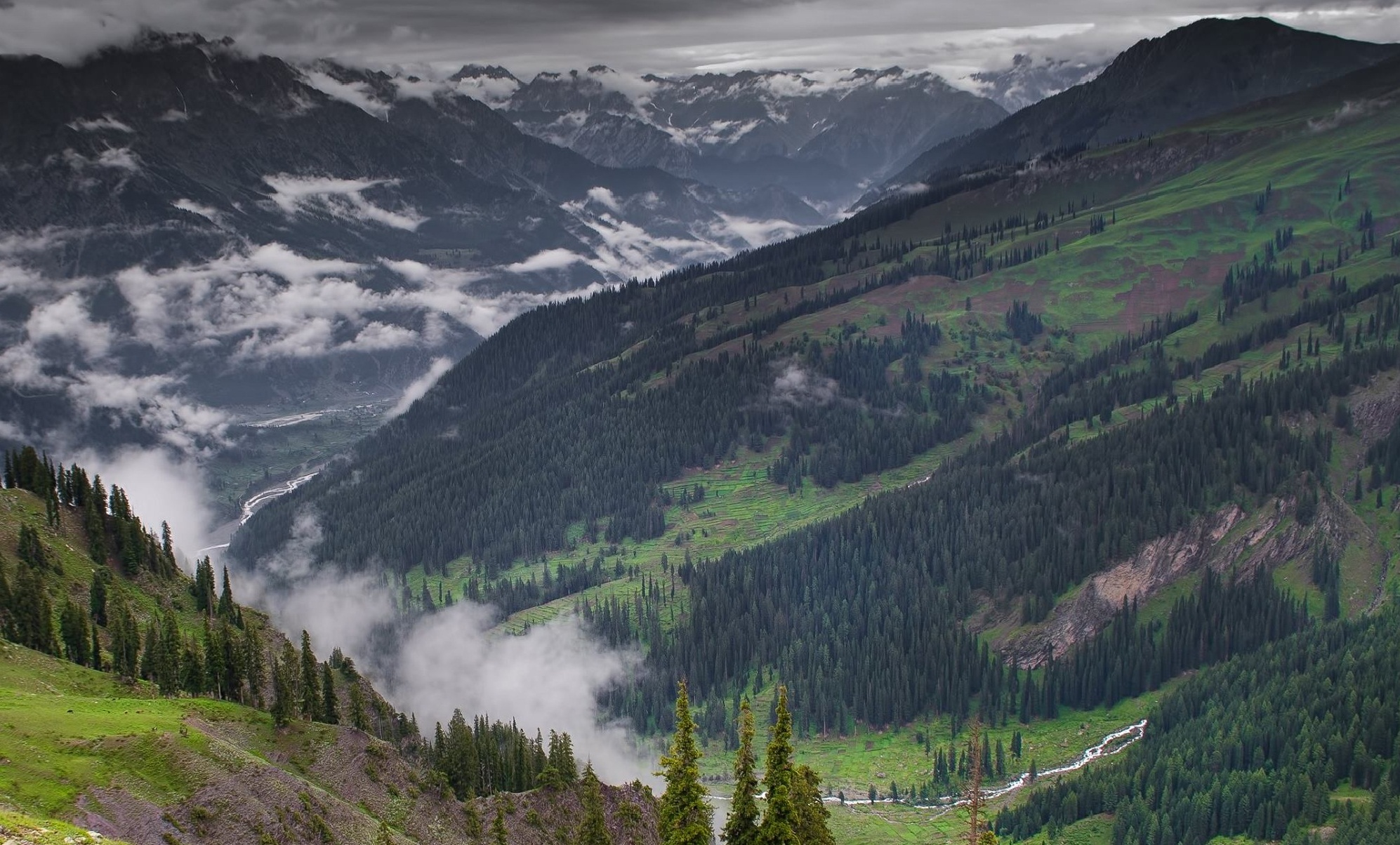
Gilgit-Baltistan
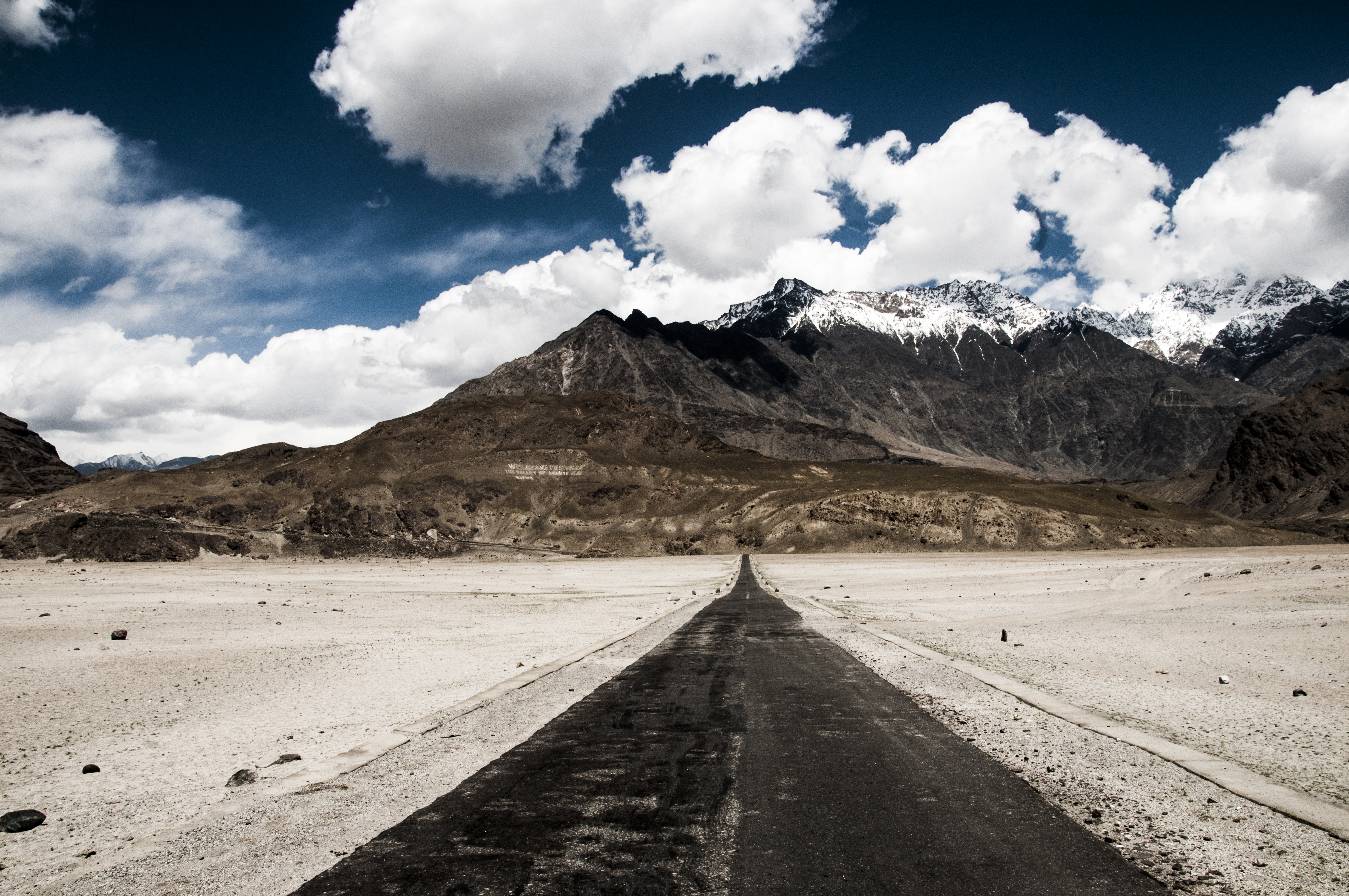
Deserto freddo di Skardu, il più alto deserto al mondo

## Società

### Demografia

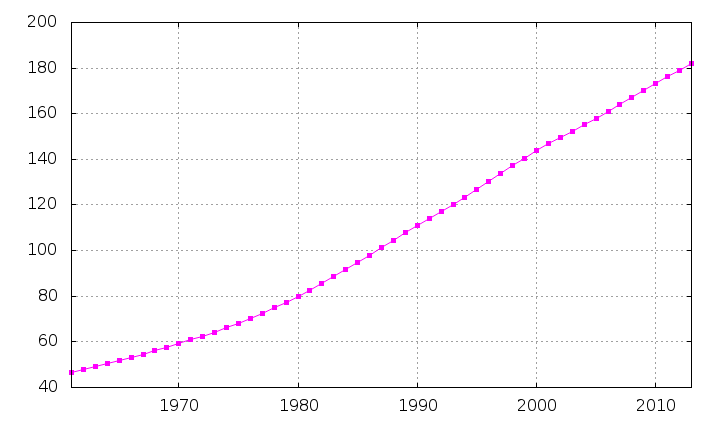
Crescita demografica dal 1961 al 2003

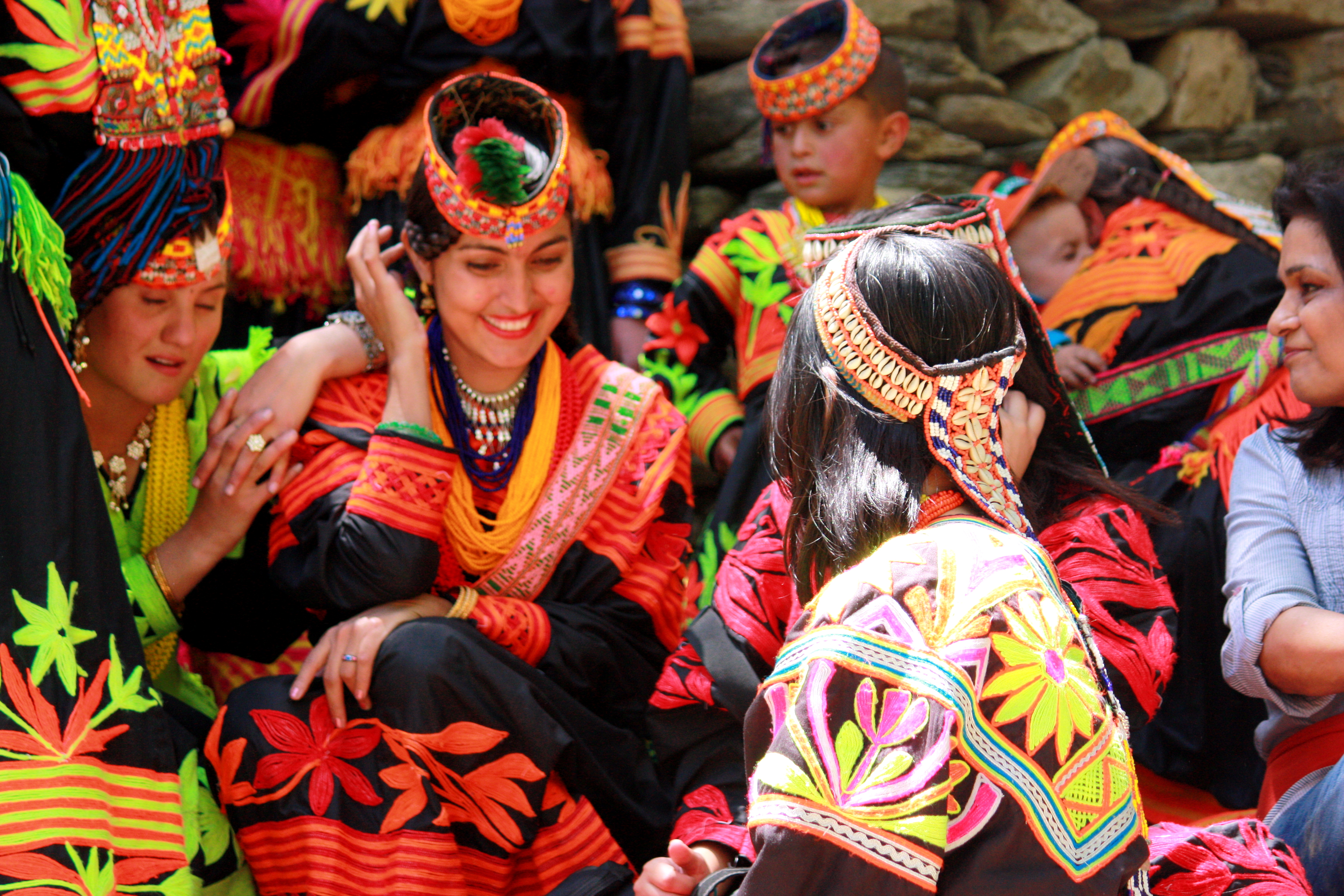
La popolazione Kalash mantiene una identità e religione unica tra i pakistani.

La popolazione, ad aprile 2021, è di circa 221 milioni di abitanti corrispondente al 2,83% della popolazione mondiale che ne fa il quinto paese più popolato del mondo. Il suo tasso di crescita è ritenuto essere di circa il 2,03%, che è il più elevato tra i membri dell'associazione sud-asiatica per la cooperazione regionale, e ciò gli conferisce un incremento annuo di 3,6 milioni di individui. Ne consegue che la popolazione dovrebbe raddoppiare entro il 2045.
Al momento della divisione del 1947, il Pakistan aveva una popolazione di 32,5 milioni, ma la popolazione aumentò di circa il 57,2% tra il 1990 e il 2009. Nel 2030, si prevede che esso superi l'Indonesia come più grande paese a maggioranza musulmana nel mondo. Il Pakistan è classificato come una "giovane nazione", con un'età media di circa 22 anni e 104 milioni di persone con un'età inferiore ai 30, secondo stime del 2010. Il tasso di fertilità del Pakistan è 3,07, superiore alla sua vicina India (2,57). Circa il 35% degli individui ha meno di 15 anni di età.
La grande maggioranza che risiede nel Pakistan meridionale vive lungo il fiume Indo e Karachi è la città commerciale più popolosa. Nella zona orientale, occidentale e settentrionale del Pakistan, la maggior parte della popolazione vive in un arco formato dalle città di Lahore, Faisalabad, Rawalpindi, Sargodha, Islamabad, Gujranwala, Sialkot, Gujrat, Jhelum, Sheikhupura, Nowshera, Mardan e Peshawar. Tra il 1990 e il 2008, gli abitanti cittadini componevano il 36% della popolazione del paese, il che rende la nazione la più urbanizzata del Sud dell'Asia, e questo dato è ulteriormente aumentato al 38% nel 2013. Inoltre, il 50% dei pakistani vive in città di 5.000 persone o più.

### Etnie

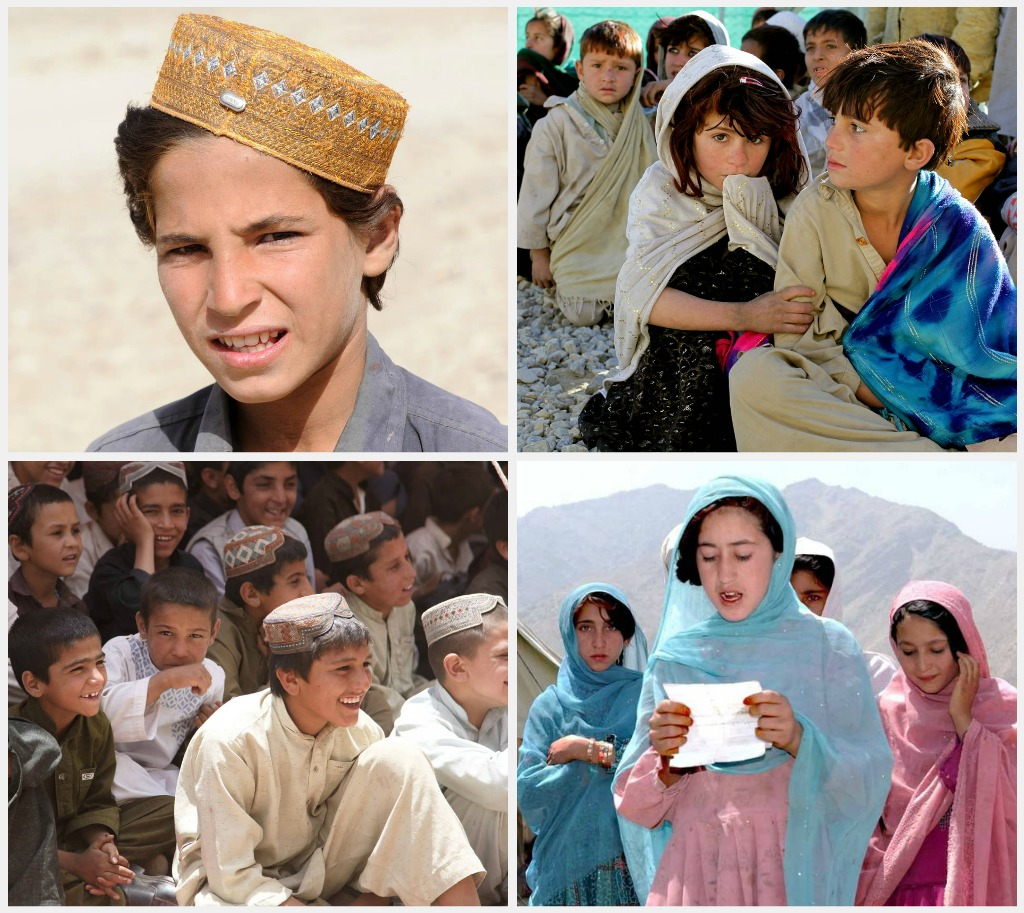
Popolazioni indigene Pashtun.

Il gruppo etnico più numeroso è il punjabi (44,7%) seguito da quello sindhi (14,1%); altre minoranze, di stirpe iranica, sono i pashtun (18,24%) (che hanno nell'Afghanistan la loro patria originale) e i beluci (3,6%) (presenti sia in Afghanistan che nell'Iran sud-orientale).
Infine vi sono i muhajir (lett.: "emigrati") (7,6%), propriamente non un gruppo etnico, in quanto con questo termine si designano i profughi musulmani giunti dall'India dopo la spartizione. Ci sono anche apprezzabili minoranze di altri gruppi etnici immigrati come i bengalesi., concentrati a Karachi e gli Saraiki (8,4%).
In Pakistan, anche se è uno Stato musulmano, vi sono pure minoranze di religione cristiana, buddista e animista. Questo è dimostrato anche dalla bandiera: la fascia bianca rappresenta la parte delle minoranze non musulmane.

### Salute
Nel 2022, la spesa per l'assistenza sanitaria è stata pari a circa al 2,8 per 100 del PIL sus. Sempre nello stesso anno, la speranza di vita alla nascita era di 67 anni per le donne e 65 anni per gli uomini. L'80% delle visite ambulatoriali mediche viene svolto nel settore privato. Circa il 19% della popolazione e il 30% dei bambini sotto i cinque anni soffre di malnutrizione. Nel 2012, la mortalità dei bambini sotto i cinque era di 86 per 1.000 nati vivi.

### Religione
| Religione | Religione |  | Percentuale | Percentuale |
| --------- | --------- |  | ----------- | ----------- |
| Islam     | Islam     |  | 96,4%       | 96,4%       |
| Altro     | Altro     |  | 3,6%        | 3,6%        |

Il Pakistan è il secondo Paese con la maggioranza musulmana più popolosa del mondo, ed in particolare la seconda più grande popolazione sciita del mondo, dopo l'Iran. Circa il 97,0% dei pakistani è musulmana e appartiene a diverse scuole giuridiche, chiamate Madhahib (singolare: Madhhab) cioè "Scuole giuridiche" (anche 'Maktab-e-Fikr' (Scuole di Pensiero) in Urdu). Circa il 75% di essi è sunnita ed è presente una corposa minoranza di circa il 25% di sciiti. La maggioranza dei musulmani sunniti segue la scuola hanafita e una minoranza quella hanbalita nelle correnti, definite wahhabita o degli Ahl-e Hadith. La scuola hanafita ha poi correnti barelvita e deobandita. Sebbene la maggioranza degli sciiti pakistani sia duodecimana, è presente una discreta minoranza ismailita, composta da Nizari e Musta'li. Gli Ahmadiyya sono un ulteriore gruppo religioso di minoranza pakistano, tuttavia pochi ne fanno parte e sono ufficialmente considerati non-musulmani in virtù del secondo emendamento della costituzione pakistana. Inoltre, vi sono anche diverse comunità di coranisti. Dopo gli attentati dell'11 settembre 2001 avvenuti negli Stati Uniti, la violenza settaria tra i gruppi musulmani è aumentato con uccisioni frequenti tra sunniti e sciiti. Nel 2013, vi sono state proteste in tutto il paese da parte sia degli sciiti che dei sunniti che chiedevano la fine delle violenze settarie, il rafforzamento della legge e dell'ordine e sollecitando l'unità tra i due rami dell'Islam. Gli ahmadi sono particolarmente perseguitati, soprattutto a partire dal 1974, quando è stato proibito loro di definirsi musulmani e a partire dal 1984 i loro luoghi di culto non possono più essere chiamate "moschee". Al 2012, il 12% dei musulmani pakistani si considera come musulmano non confessionale.

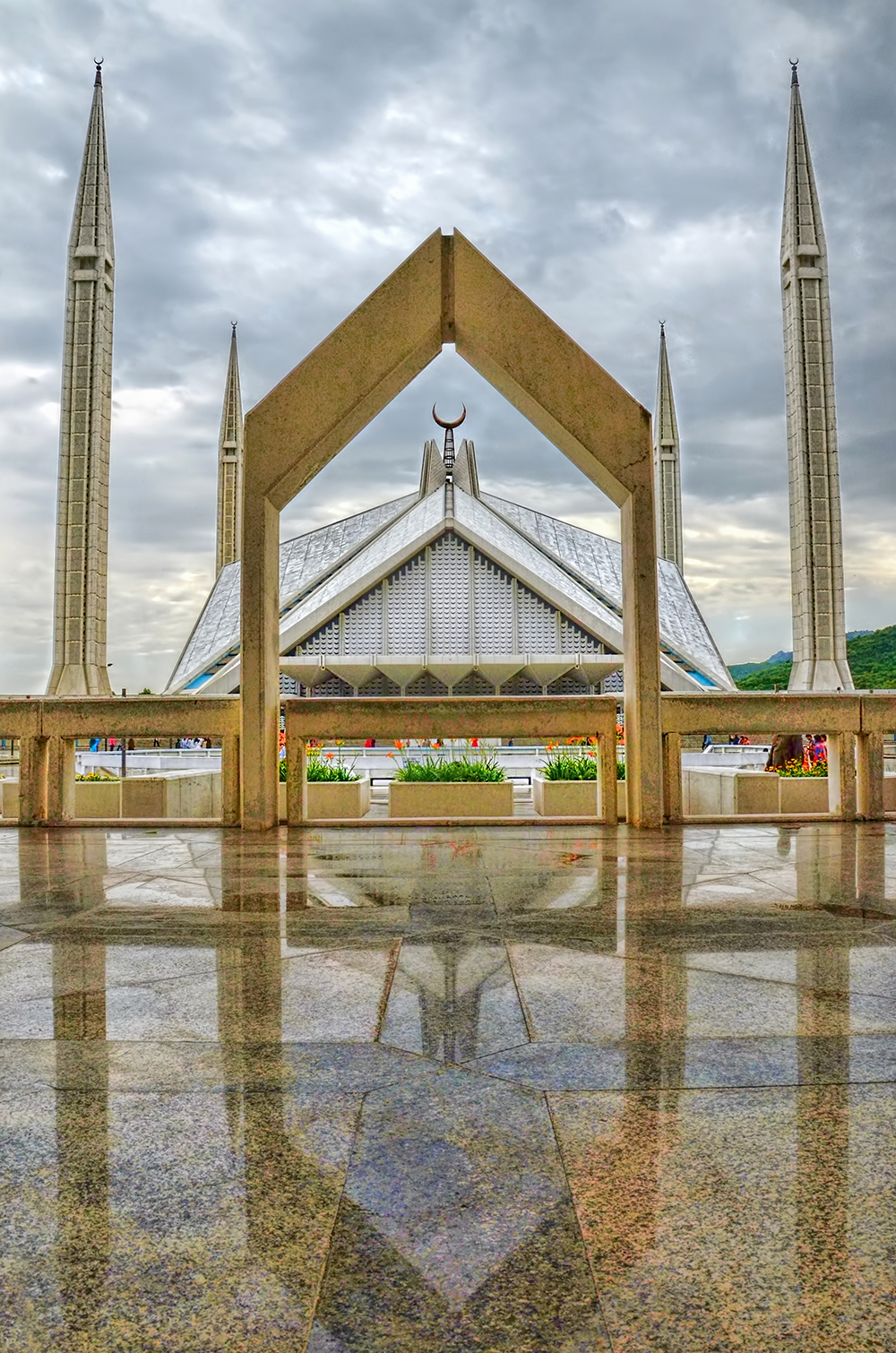
Moschea Faysal a Islamabad

In una certa misura, l'Islam è stato contaminato da influenze pre-islamiche, che ha portato a una religione in cui sono presenti tradizioni diverse da quelle presenti nel resto del mondo islamico. Due esponenti sufi, i cui santuari ricevono una grande devozione a livello nazionale, sono Abu l-Hasan 'Ali al-Hujviri a Lahore (XII secolo circa) e Shahbaz Qalander a Sehwan, in Sindh (anch'esso XII secolo circa). Il sufismo, una diffusa tradizione mistica islamica, vanta una lunga storia e un grande seguito popolare in Pakistan. La cultura popolare sufi è incentrata su incontri notturni di giovedì nei santuari e su feste annuali caratterizzate dalla musica sufi e dalla danza. I fondamentalisti islamici contemporanei criticano il suo carattere popolare, che a loro avviso, non riflette con precisione gli insegnamenti e le pratiche del Profeta e dei suoi Compagni.
Dopo l'islam, l'induismo e il cristianesimo sono le più seguite religioni in Pakistan, con 2.800.000 (1,6%) aderenti per ciascuna, secondo un'indagine del 2005. Nel 1998, a seguito di un censimento, sono stati individuati anche fedeli Bahá'í, con un seguito di 30.000 persone, e seguaci del Sikhismo, Buddhismo, Zoroastrismo e animisti (soprattutto i Kalash di Chitral), con circa 20.000 aderenti ciascuna, e una piccola comunità di giainisti. Vi è una comunità cattolica romana a Karachi che è stata introdotta a Goa e nelle aree Tamil da immigrati, quando le infrastrutture di Karachi vennero sviluppate dai britannici durante l'amministrazione coloniale tra la prima e la seconda guerra mondiale. Solo circa l'1% della popolazione si dichiara ateo nel 2005. Tuttavia, questo valore sembra essersi raddoppiato nel 2012.

### Lingue
|         |         |  |     |     |
| ------- | ------- |  | --- | --- |
| Punjabi | Punjabi |  | 48% | 48% |
| Sindhi  | Sindhi  |  | 12% | 12% |
| Saraiki | Saraiki |  | 10% | 10% |
| Pashtu  | Pashtu  |  | 8%  | 8%  |
| Urdu    | Urdu    |  | 8%  | 8%  |
| Beluci  | Beluci  |  | 3%  | 3%  |
| Altre   | Altre   |  | 11% | 11% |

Più di sessanta lingue vengono parlate in Pakistan, tra cui un certo numero di lingue provinciali. L'urdu è la lingua franca, un simbolo di identità musulmana e di unità nazionale, ed è parlata da oltre il 75% dei pakistani ed è la principale forma di comunicazione linguistica a livello nazionale, tuttavia rappresenta solamente l'8% della lingua principale della popolazione. L'urdu e l'inglese sono le lingue ufficiali del paese, ma l'inglese viene utilizzato principalmente negli atti governativi, negli affari, oltre che dall'élite urbana; il dialetto locale è conosciuto come il "pakistano inglese". Oltre a queste due lingue, quasi tutti i pakistani ne parlano una d'un gruppo di lingue indoeuropee mutuamente correlate, tra le quali la più comune è il punjabi, seguito dal sindhi; diffuse sono anche alcune lingue appartenenti al ceppo iranico come il pashtu e il beluci.
La lingua punjabi è la più comune in Pakistan ed è lingua madre del 66% della popolazione, per lo più abitanti o autoctoni del Punjab. Tra di essi il 48% parla il punjabi originale, mentre gli altri utilizzano dialetti regionali come il Saraiki e l'hindko. Il dialetto Saraiki viene parlato principalmente nel sud del Punjab da circa il 10% della popolazione complessiva del Pakistan, mentre il dialetto hindko viene parlato in Khyber Pakhtunkhwa dove la lingua pashtu è la lingua locale ma viene ben compreso anche in Sindh e Belucistan. La lingua Sindhi è parlata comunemente nel Sindh mentre la lingua beluci è predominante nel Belucistan.

## Ordinamento dello Stato

### Suddivisione amministrativa

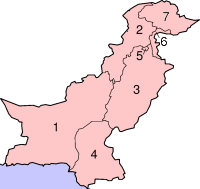
Province e territori del Pakistan

Il Pakistan è una federazione che comprende 4 province, 2 territori, e amministra anche parte del Kashmir. Le province sono ulteriormente suddivise in un totale di 107 distretti.
| Suddivisione amministrativa                         | Capitale     | Popolazione |
| --------------------------------------------------- | ------------ | ----------- |
| 1. Belucistan                                       | Quetta       | 12.344.408  |
| 2. Khyber Pakhtunkhwa (inclusi i territori ex FATA) | Peshawar     | 40.525.047  |
| 3. Punjab                                           | Lahore       | 110.012.442 |
| 4. Sindh                                            | Karachi      | 47.886.051  |
| 5. Territorio della capitale Islamabad              | Islamabad    | 2.851.868   |
| 6. Azad Kashmir                                     | Muzaffarabad | 4.567.982   |
| 7. Gilgit-Baltistan                                 | Gilgit       | 1.800.000   |

L'Azad Kashmir ha il suo governo democratico, dove i cittadini eleggono un proprio Presidente e Primo ministro per la gestione degli affari locali.

### Città principali
| 1  | Karachi    | Sindh                     | 24,000,000 | 11 | Sargodha       | Punjab             | 600,501 |
| 2  | Lahore     | Punjab                    | 11,007,835 | 12 | Bahawalpur     | Punjab             | 543,929 |
| 3  | Faisalabad | Punjab                    | 7,480,765  | 13 | Sialkot        | Punjab             | 510,863 |
| 4  | Rawalpindi | Punjab                    | 1,991,656  | 14 | Sukkur         | Sindh              | 493,438 |
| 5  | Multan     | Punjab                    | 1,606,481  | 15 | Larkana        | Sindh              | 456,544 |
| 6  | Hyderabad  | Sindh                     | 1,578,367  | 16 | Sheikhupura    | Punjab             | 426,980 |
| 7  | Gujranwala | Punjab                    | 1,569,090  | 17 | Jhang          | Punjab             | 372,645 |
| 8  | Peshawar   | Khyber Pakhtunkhwa        | 1,439,205  | 18 | Rahim Yar Khan | Punjab             | 353,112 |
| 9  | Quetta     | Belucistan                | 896,090    | 19 | Mardan         | Khyber Pakhtunkhwa | 352,135 |
| 10 | Islamabad  | Territorio della capitale | 689,249    | 20 | Gujrat         | Punjab             | 336,726 |

### Istituzioni
Il Pakistan è una repubblica parlamentare federale democratica che assume l'Islam come religione di Stato. La prima costituzione è stata adottata nel 1956, ma poi sospesa da Ayyub Khan nel 1958, che l'ha sostituita un'altra emanata nel 1962. Una costituzione completa ed esauriente è stato poi adottata nel 1973 e sospesa anch'essa da Zia-ul-Haq quattro anni più tardi, per essere ripristinata nel 1985, ed è il documento più importante del Paese, che pone le basi dell'attuale governo.
L'establishment militare pakistano ha tuttavia svolto sempre un ruolo assai influente nella storia politica del paese ed il concetto di separazione dei poteri è posto in pericolo anche durante i periodi di ritorno delle istituzioni elettive.

### Università
L'Università del Punjab, istituita il 14 ottobre 1882, è la più antica università pubblica in Pakistan.

## Politica

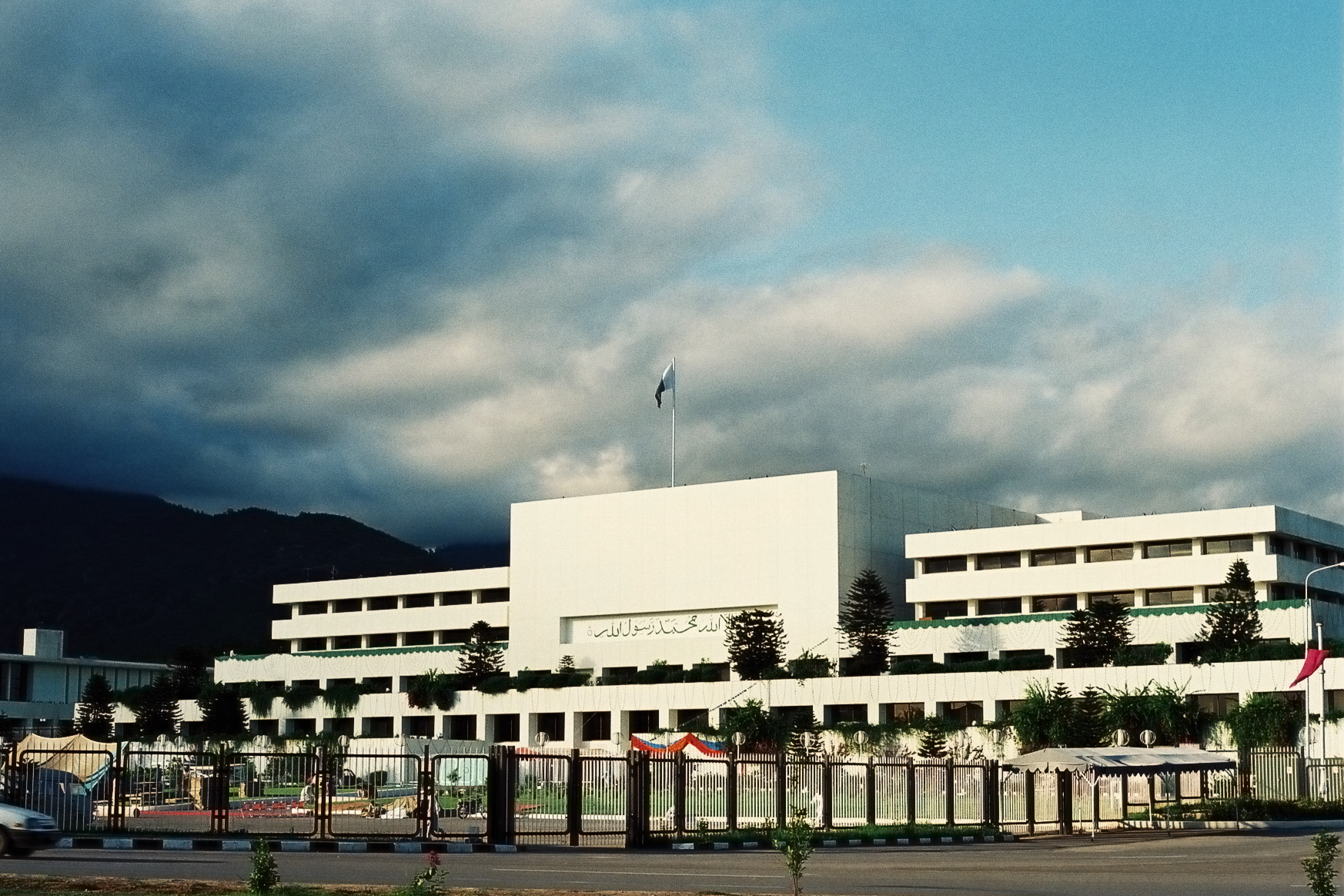
Palazzo del parlamento

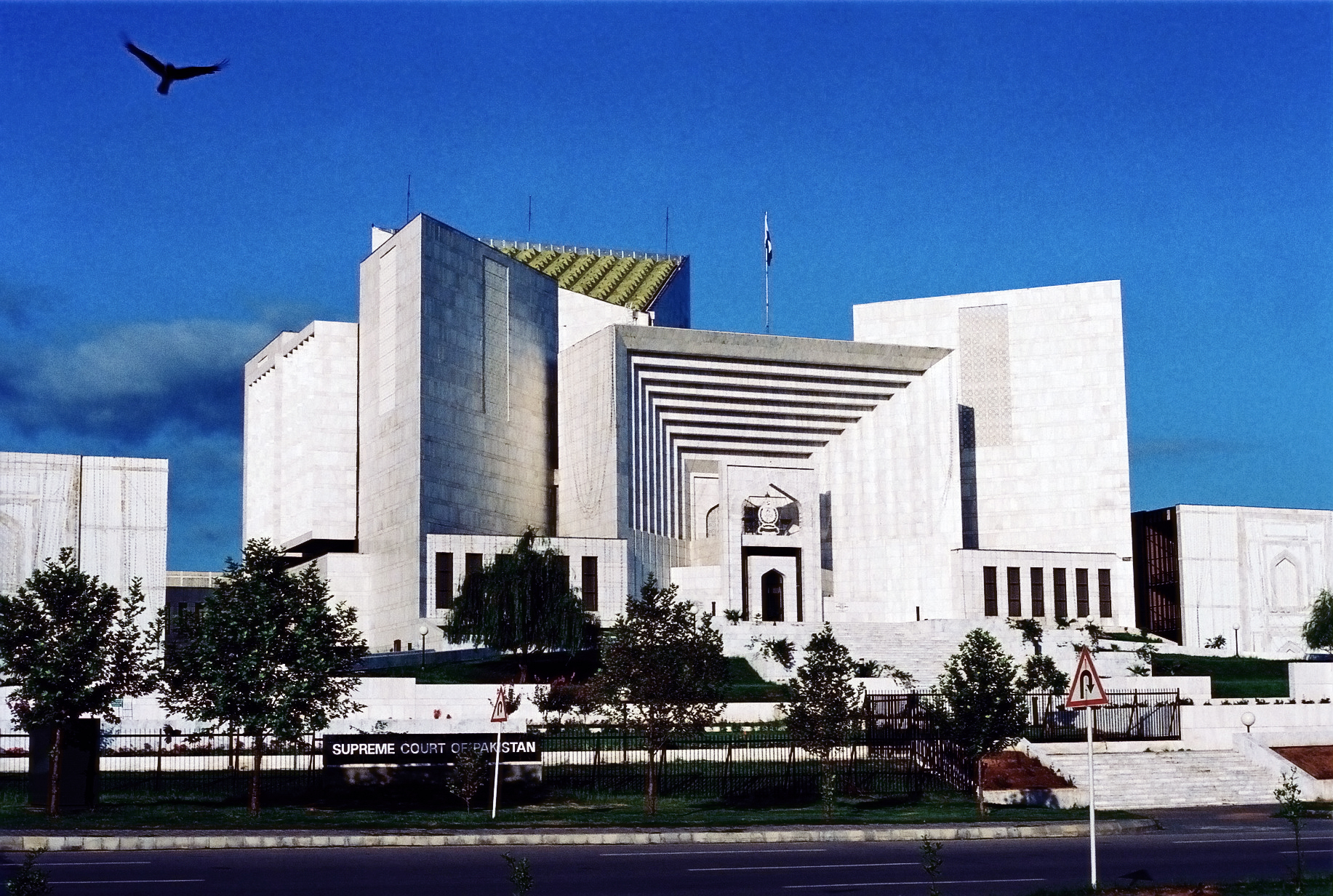
Corte suprema del Pakistan

Vi sono stati vari colpi di Stato militari che hanno provocato l'imposizione della legge marziale e comandanti militari che hanno governato come Presidenti de-facto dal 1958 al 1971, dal 1977 al 1988 e dal 1999 al 2008. Al 2016, il Pakistan possiede un sistema parlamentare multipartitico con una chiara divisione dei poteri e delle responsabilità tra i rami del governo. La politica in Pakistan è centrata dalla filosofia sociale, consistente nelle idee del socialismo, del conservatorismo e della terza via. I tre partiti protagonisti delle elezioni parlamentari in Pakistan del 2013 sono stati: la Lega Musulmana del Pakistan (N) (centro-destra conservatrice), il socialista Partito Popolare Pakistano di centro-sinistra); il centrista Movimento per la Giustizia del Pakistan guidato da Imran Khan.
- Capo dello Stato: il Presidente viene eletto da un collegio elettorale ed è il capo cerimoniale dello Stato, oltre a essere comandante in capo civile delle Forze Armate del Pakistan; tuttavia le nomine militari e le scelte strategiche vengono fatte dal Primo ministro dopo aver esaminato i rapporti sul loro merito. Quasi tutti gli ufficiali nominati richiedono la conferma esecutiva del Primo ministro, che deve comunque consultare il Presidente, per legge. Il potere di concedere clemenza e grazia sono prerogativa del Presidente del Pakistan.
- Potere legislativo: è costituito da un sistema bicamerale composto da un senato (camera alta) con 100 membri e un'Assemblea Nazionale (camera bassa) con 342 membri. I membri dell'Assemblea Nazionale vengono eletti attraverso uno scrutinio uninominale maggioritario a suffragio universale. Secondo la costituzione, i 70 posti sono riservati alle donne e alle minoranze religiose vengono assegnati ai partiti politici in base alla loro rappresentanza proporzionale. I membri del Senato sono eletti di[non chiaro] legislatori provinciali e tutte le province hanno pari rappresentanza.
- Potere esecutivo: Il Primo ministro è solitamente il leader della maggioranza di partito o di una coalizione nella Assemblaggio Nazionale della camera bassa. Il Presidente del Consiglio opera come capo del governo ed è delegato ad amministrare il paese. È responsabile della nomina di un gabinetto composto da ministri e consiglieri, nonché dell'esecuzione delle operazioni del governo, adottando e autorizzando le decisioni esecutive, regola l'agenda del governo e le raccomandazioni che richiedono la conferma esecutiva del Primo ministro.
- Governi provinciali: Ognuna delle quattro province possiede un sistema di governo simile a quello nazionale, con un'Assemblea Provinciale eletta direttamente, in cui viene nominato il leader del più grande partito o coalizione. In Pakistan è frequente avere diversi partiti di governo o coalizioni in ogni provincia. Le assemblee provinciali hanno il potere di emanare leggi e approvare il bilancio provinciale che è comunemente presentato dal ministro delle Finanze provinciale ad ogni anno fiscale. I governatori provinciali, che svolgono il ruolo di capi cerimoniali della provincia, sono nominati dal Presidente.
- Potere giudiziario: La magistratura del Pakistan è un sistema gerarchico con due classi di tribunali: la magistratura superiore e la magistratura subordinata (o inferiore). Il Presidente della Corte Suprema del Pakistan è il giudice supremo che sovrintende il sistema giudiziario a tutti i livelli di comando. La magistratura superiore è composta dalla Corte Suprema del Pakistan, dalla Corte federale Shariat e da cinque Alte Corti, con la Corte Suprema al vertice. La Costituzione del Pakistan affida alla magistratura superiore l'obbligo di preservare, proteggere e difendere la Costituzione. Né la Corte Suprema, né una Alta Corte possono esercitare la giurisdizione in relazione alle aree tribali, salvo diversamente previsto. Le regioni contese del Kashmir e del Gilgit-Baltistan hanno sistemi giudiziari separati.

### Politica interna
Ufficialmente repubblica federale, e democratica a intermittenza, il Pakistan ha avuto una lunga storia di dittature militari, comprendente il generale Ayyub Khan negli anni sessanta, il generale Zia-ul-Haq negli anni ottanta, e il generale Pervez Musharraf dal 1999. Si sono tenute elezioni generali nell'ottobre 2002. Il 22 maggio 2004, il Gruppo di Azione Ministeriale del Commonwealth ha riammesso all'interno del Commonwealth il Pakistan, riconoscendo formalmente i suoi progressi nel tornare alla democrazia.

### Partiti politici
I due principali partiti in Pakistan sono il Partito Popolare Pakistano (Pakistan People's Party (PPP)) dell'ex premier Benazir Bhutto e la Lega Musulmana Pakistana (N) (Pakistan Muslim League (N), PML-N), dell'ex primo ministro Nawaz Sharif. Tra gli altri partiti politicamente significativi si annoverano in primis il Movimento per la Giustizia del Pakistan dell'ex premier destituito Imran Khan, ma anche la Pakistan Muslim League (Q) (PML-Q), un partito scissionista della Lega Musulmana, il Movimento Muttahida Qaumi (Muttahida Qaumi Movement) (MQM) degli ex-immigrati dall'India nel 1947 e il Partito nazionale Awami (Awami National Party) dei pashtu. Il Muttahida Majlis-e-Amal (United Council of Action), una coalizione di partiti confessionali formata in opposizione al governo e alla sua scelta di appoggiare gli Stati Uniti nella guerra al terrorismo e il Jamat e-Islami Pakistan, un partito politico legato alla nota - omonima - associazione politico-religiosa.

### Storia politica recente

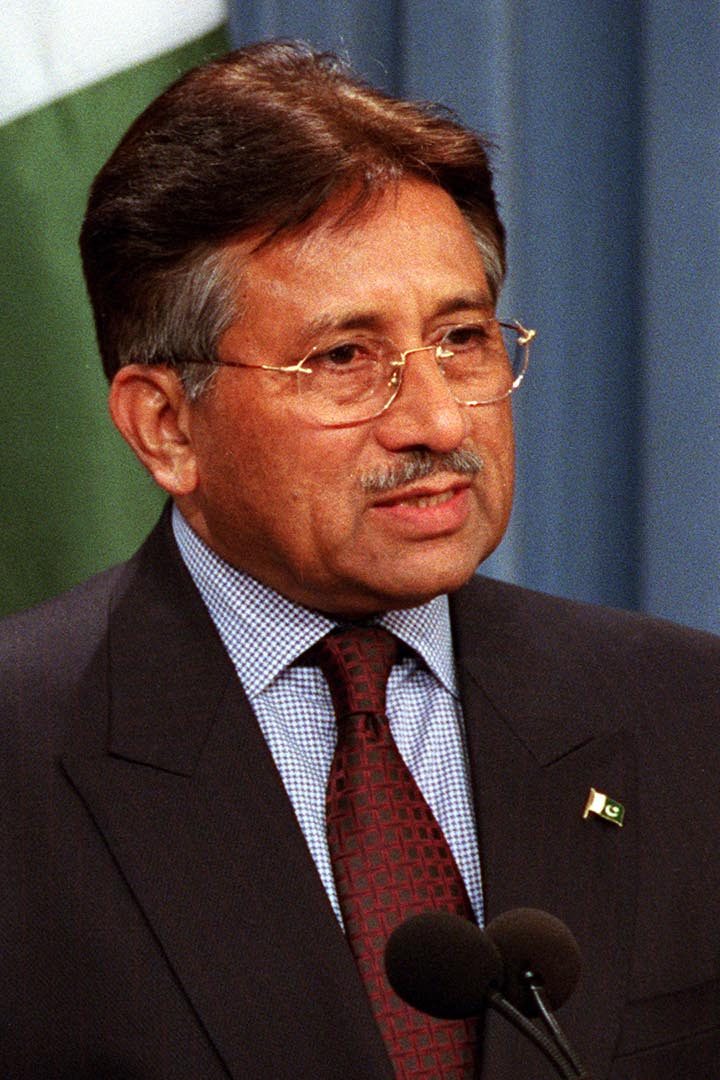
Pervez Musharraf

Nell'ottobre 1999 il generale Pervez Musharraf rovesciò il governo civile dopo avere affermato che il Primo ministro Nawaz Sharif aveva dirottato il volo commerciale sul quale Musharraf stava viaggiando, tentando d'impedire il suo atterraggio a Karachi. Musharraf assunse il potere esecutivo. Furono tenute delle elezioni locali nel 2000; Musharraf si autoproclamò presidente nel 2001.
Un referendum nazionale tenutosi nell'aprile 2002 approvò la nomina di Musharraf come presidente, ma il voto fu macchiato da accuse di brogli, e l'opposizione ha vivacemente contestato la legittimità della presidenza di Musharraf fino alla sua vittoria nel Collegio Elettorale Pakistano del gennaio 2004.
Nel 2002 si sono tenute delle elezioni parlamentari nazionali, con Zafarullah Khan Jamali della Lega Musulmana Pakistana (LMP) che conquistò la carica di Primo ministro. Dopo oltre un anno di battaglie politiche nelle due camere, Musharraf siglò un compromesso con alcuni dei suoi oppositori parlamentari, ottenendo la maggioranza dei due terzi necessaria per modificare la costituzione Pakistana nel dicembre 2003; il suo colpo di Stato del 1999 fu retroattivamente legalizzato, e gli venne data la possibilità di rimanere presidente se alcune condizioni fossero state soddisfatte. Un Collegio Elettorale - che consisteva dell'Assemblea Nazionale, del Senato e delle assemblee provinciali - concesse a Musharraf un voto di fiducia il 1º gennaio 2004, legittimando pertanto la sua presidenza fino al 2007.
Il primo ministro Jamali si è dimesso il 26 giugno 2004. Il leader della LMP Chaudhry Shujaat Hussain divenne premier ad interim, e gli succedette il ministro delle finanze e ex-vicepresidente di Citibank Shaukat Aziz, che divenne Primo ministro il 28 agosto 2004.
Nonostante il suo impegno formale a dimettersi dalla carica di capo delle forze armate, il 14 ottobre 2004 il Parlamento pakistano ha approvato una legge che consente al presidente Musharraf di mantenere entrambe le cariche, «per continuare la lotta al terrorismo e salvaguardare l'integrità territoriale del Pakistan».
Il 27 dicembre 2007 il capo del partito dell'opposizione Benazir Bhutto è stata uccisa in un attentato dopo una manifestazione nella città di Rawalpindi. L'attentatore l'ha prima colpita al collo, poi al petto e infine si è fatto esplodere provocando la morte di venti persone, oltre l'ex premier pachistano. Il 18 agosto Musharraf si è dimesso in seguito all'iniziativa della maggioranza parlamentare di metterlo in stato d'accusa per violazione della Costituzione. In seguito alle dimissioni di Musharraf, le funzioni di Presidente della Repubblica sono state assunte dal Presidente del Senato Mohammedmian Soomro. Il 6 settembre 2008 è stato eletto nuovo Presidente della Repubblica del Pakistan Asif Ali Zardari, vedovo di Benazir Bhutto.

### Politica estera

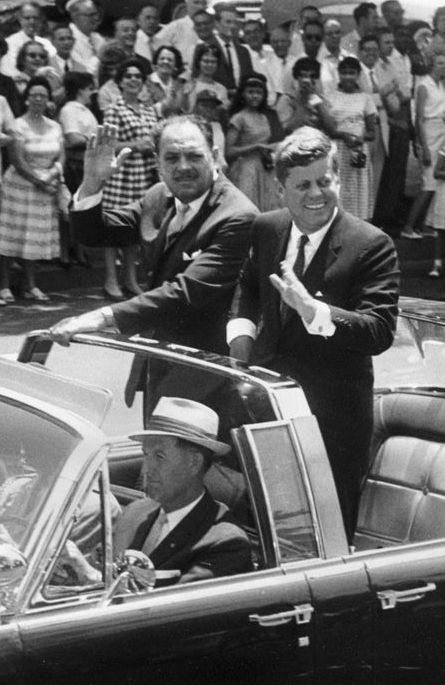
Ayyub Khan con il presidente statunitense John F. Kennedy nel 1961

Essendo la seconda nazione del mondo musulmano per popolazione (dopo l'Indonesia) e l'unica con armi nucleari, il Pakistan vanta un ruolo importante nella comunità internazionale. Con un'economia semi-agricola e semi-industrializzata, la sua politica estera determina il suo coinvolgimento internazionale, sia per le sue aziende che per i singoli cittadini. Le sue intenzioni geostrategiche sono state spiegate da Jinnah in un messaggio trasmesso nel 1947: "il fondamento della nostra politica estera è l'amicizia con tutti i popoli di tutto il mondo".
Da allora, il Pakistan ha cercato di bilanciare le sue relazioni con le nazioni straniere. Nonostante non sia firmatario del trattato di non proliferazione nucleare, il Pakistan è un membro influente della agenzia internazionale per l'energia atomica. Nel corso degli ultimi avvenimenti, il Pakistan ha bloccato un trattato internazionale per limitare il materiale fissile, sostenendo che il "trattato sarebbe stato destinato specificatamente al Pakistan". Nel XX secolo, il programma di deterrenza nucleare pakistano è stato focalizzato sulla lotta alle ambizioni nucleari dell'India nella regione e i test nucleari indiani hanno portato il Pakistan a cercare di mantenere l'equilibrio geopolitico assumendo il ruolo di potenza nucleare. Attualmente, il Pakistan mantiene una politica di deterrenza minima, chiamandola "programma di deterrenza nucleare di vitale importanza contro l'aggressione straniera".

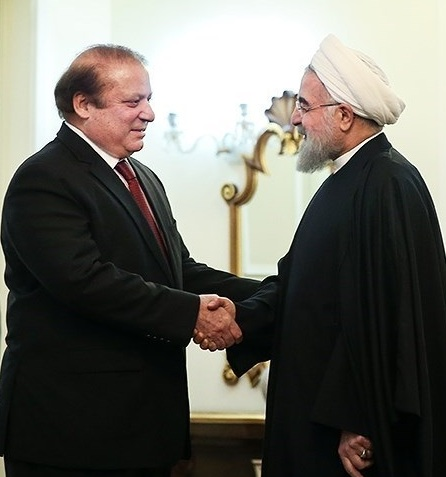
Il presidente iraniano Hassan Rouhani in una conversazione con il primo ministro Nawaz Sharif, gennaio 2016

Situato nel corridoio strategico e geopolitico delle principali linee di rifornimento di petrolio marittimo del mondo, della fibra di comunicazione ottica, il Pakistan vanta anche la vicinanza alle risorse naturali dei paesi dell'Asia centrale. Il Pakistan è un membro influente e fondatore dell'Organizzazione della cooperazione islamica (OIC) ed è un importante alleato, non appartenente alla NATO, degli Stati Uniti nella guerra al terrorismo. La politica estera del Pakistan e geostrategia si concentra principalmente sull'economia e sulla sicurezza contro le minacce alla sua identità nazionale e all'integrità territoriale e sulla promozione di strette relazioni con altri paesi musulmani.
Il Pakistan è un membro attivo delle Nazioni Unite e ha un rappresentante permanente a rappresentarne la politica a livello internazionale. Il paese ha fatto pressioni per il concetto di "moderazione illuminata" nel mondo musulmano. Il Pakistan è anche un membro del Commonwealth delle Nazioni, dell'Associazione sud-asiatica per la cooperazione regionale (SAARC), dell'Organizzazione di cooperazione economica (ECO) e del G20 dei paesi in via di sviluppo. Il paese non possiede relazioni diplomatiche con Israele, tuttavia alcuni cittadini israeliani hanno potuto visitare il paese ottenendo un visto turistico sulla base di una cooperazione reciproca, che ha visto la Turchia come canale di comunicazione. Nonostante il Pakistan sia l'unico paese al mondo a non aver stabilito una relazione diplomatica con l'Armenia, la comunità armena risiede tuttora nel paese.

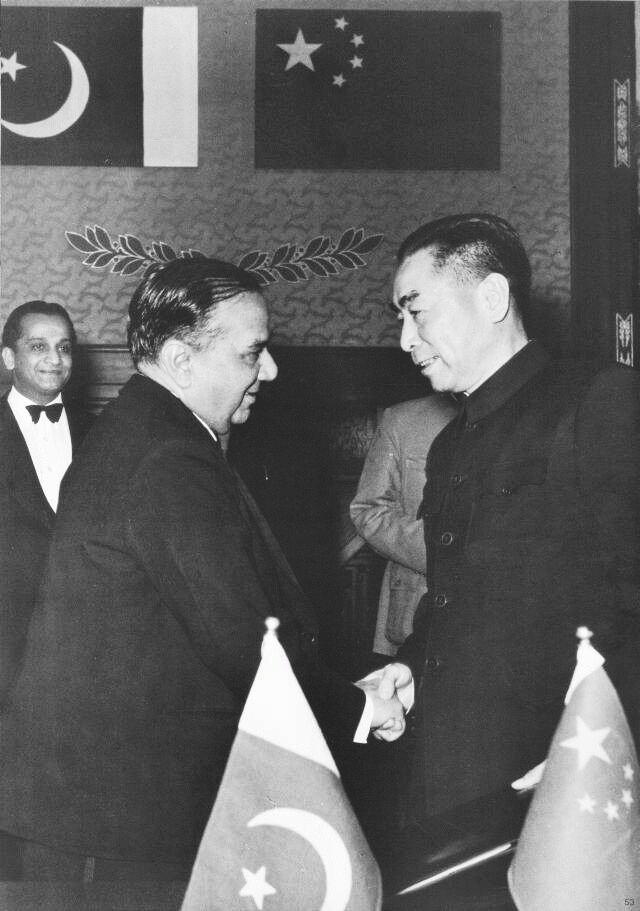
Il primo ministro pakistano Huseyn Shaheed Suhrawardy e il premier cinese Zhou Enlai firmano il Trattato di amicizia tra Cina e Pakistan

Il mantenimento delle relazioni culturali, politiche, sociali ed economiche con il mondo arabo musulmano è un fattore vitale per la politica estera del Pakistan; è stato il primo paese ad aver stabilito relazioni diplomatiche con la Cina e questo rapporto continua ad essere importante, sin dalla guerra sino-indiana del 1962. Dagli anni 1960 agli anni 1980, il Pakistan ha contribuito notevolmente a far sì che la Cina raggiungesse i principali paesi del mondo e favorì la visita di stato del presidente statunitense Nixon nel paese. Nonostante il cambio di governo in Pakistan, le variazioni delle situazioni regionali e globali, la politica cinese in Pakistan continua a essere il fattore dominante in tutti i tempi.[160] In cambio, la Cina è il principale partner commerciale del Pakistan e questa cooperazione economica ha raggiunto alti risultati, concretizzandosi con notevoli investimenti cinesi nell'estensione delle infrastrutture pakistane, tra cui la realizzazione del porto di Gwadar. Le relazioni amichevoli sino-pakistane hanno toccato nuove vette quando entrambi i paesi hanno firmato 51 accordi e protocolli d'intesa (MoU) nel 2015 per la cooperazione in diversi settori.
 Entrambi i paesi hanno firmato l'accordo di libero scambio negli anni 2000 e il Pakistan continua a servire come ponte di comunicazione della Cina verso il mondo musulmano.
A causa delle difficoltà nei rapporti con il suo rivale geopolitico, l'India, Pakistan mantiene strette relazioni politiche con la Turchia e l'Iran.
L'Arabia Saudita mantiene una posizione di preminenza nella politica estera del Pakistan. Le relazioni tra i due paesi aumentano in intensità dopo l'intervento sovietico in Afghanistan del 1979, occasione in cui fondi sauditi fluiscono nel paese per il finanziamento di madrase volte anche a reclutare i numerosi rifugiati afghani nel paese per scopi d'influenza. È in questo humus che nascerà il movimento dei talebani, che successivamente prenderà il controllo del paese varcando la Linea Durand con il supporto dei servizi militari pakistani. Alcuni analisti sostengono addirittura che l'Arabia Saudita abbia degli accordi segreti con il Pakistan nell'ambito del nucleare militare: Secondo questo accordo, il Pakistan avrebbe messo a disposizione dei Saud un quantitativo di ordigni nucleari da trasportare rapidamente in Arabia Saudita in caso di necessita; in cambio di finanziamenti per il programma nucleare.
Il conflitto del Kashmir rimane il principale punto di frattura con i vicini indiani. A causa delle differenti ideologie, il Pakistan si schierò contro l'Unione Sovietica nel 1950 e durante la guerra sovietico-afghana del 1980 il Pakistan è stato uno dei più stretti alleati degli Stati Uniti. a partire dal 1999, le relazioni con la Russia sono andate notevolmente a migliorare e la cooperazione in vari settori è decisamente aumentata. I rapporti tra Pakistan e Stati Uniti sono stati, nel corso degli anni, altalenanti: stretti alleati durante la guerra fredda le relazioni si incrinarono nel 1990, quando gli Stati Uniti imposero al paese sanzioni per via dello sviluppo nucleare segreto. In seguito agli eventi dell'11 settembre, il Pakistan tornò ad essere uno stretto alleato degli Stati Uniti nella guerra al terrorismo nelle regioni del Medio Oriente e in Asia meridionale, ricevendo dagli statunitensi sostegno in denaro e armi. Tuttavia, la "strategia Af-Pak" inaugurata dalla presidenza Obama, con conseguente impiego non autorizzato di droni in territorio pakistano ha causato malcontenti sia nella popolazione che nei governi pakistani che si sono susseguiti da quel momento in poi, portando anche - tra le altre cose - a proteste ufficiali del governo e ad una sentenza dell'Alta Corte di Peshawar che ha definito "illegali" le azioni statunitensi in territorio pakistano, e intimato il Islamabad di usare anche la forza, se necessario, per mettervi fine.

### Energia ed energia nucleare

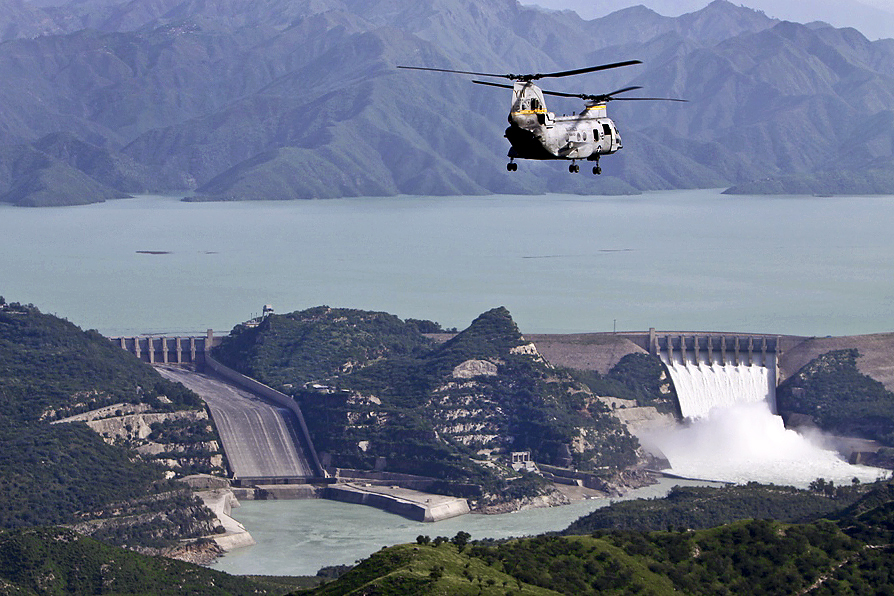
La diga di Tarbela è stata realizzata nel 1968

L'energia nucleare è fornita da tre impianti commerciali. Il Pakistan è l'unico paese musulmano a edificare e gestire centrali nucleari civili. Il Pakistan Atomic Energy Commissione (PAEC), l'autorità scientifica e nucleare del governo, è l'unico responsabile per il funzionamento di queste centrali, mentre il Pakistan Nuclear Regulatory Authority regola l'utilizzo sicuro di questa tecnologia. L'elettricità generata da centrali nucleari commerciali costituisce circa il 5,8% dell'energia elettrica prodotta nel paese, che si somma al 62% fornita da combustibili fossili (in particolare petrolio), al 29,9% da energia idroelettrica e dal 0,3% del carbone. Il Pakistan è uno dei quattro stati con armi nucleari (insieme con a India, Israele e Corea del Nord), che non è firmatario del trattato di non proliferazione nucleare, ma ha aderito all'Agenzia internazionale per l'energia atomica.

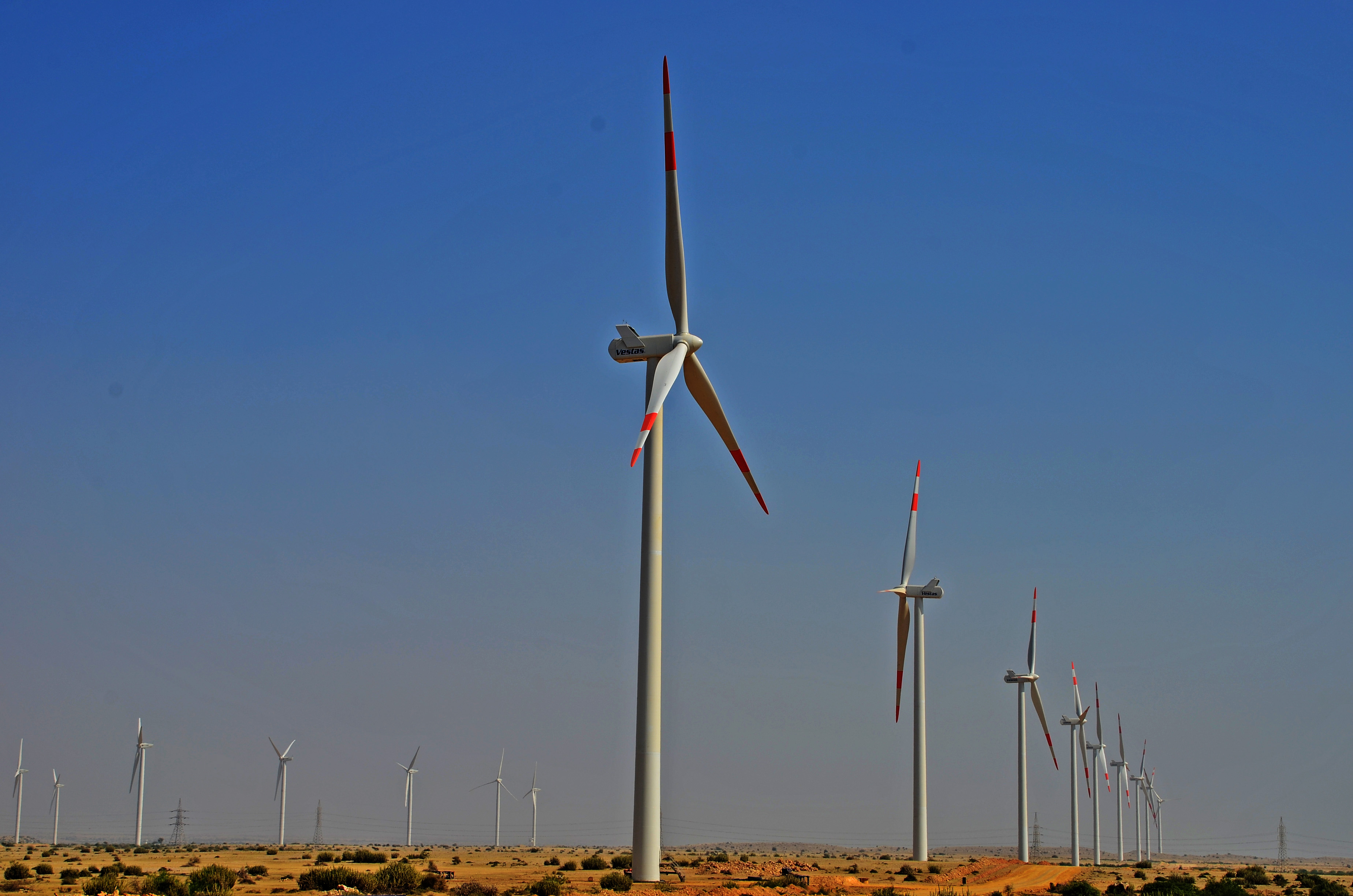
Parco eolico di Jhampir

Per l'utilizzo commerciale dell'energia nucleare, la Cina ha fornito un cospicuo sostegno fin dall'inizio, fornendo il reattore della Centrale nucleare di Chasnupp. Il reattore Karachi-I, di tipo CANDU, è stato consegnato nel 1971 dal Canada, prima centrale nucleare commerciale del paese. Negli anni successivi, la Repubblica popolare cinese ha venduto ulteriori reattori nucleari per aiutare lo sviluppo industriale del paese. Nel 2005, entrambi i paesi hanno raggiunto un accordo congiunto sulla sicurezza energetica, che richiede un enorme aumento della capacità di generazione di più di 160.000 MWe entro il 2030. Un ulteriore accordo con la Cina è il progetto firmato nell'ottobre 2008 e si suppone che sia la risposta all'accordo tra Stati Uniti e India che lo procede di poco. Nel 2013, il secondo complesso commerciale nucleare a Karachi è stato ampliato con reattori supplementari.
L'energia elettrica è generata da varie società di energia e distribuita uniformemente tra le quattro province pakistane dalla National Electric Power Regulatory Authority (NEPRA), ente nazionale responsabile della regolamentazione della fornitura di energia elettrica. Tuttavia a Karachi, l'ente nazionale per l'acqua e la potenza elettrica, la Water & Power Development Authority (WAPDA), genera gran parte dell'energia elettrica e raccoglie le entrate a livello nazionale. Una capacità di generare energia elettrica per circa 22,797 MWt è stata installata nel 2014, con l'avvio di diversi progetti. L'energia da fonti nucleari è fornita da tre centrali nucleari commerciali autorizzate e gestite dalla Pakistan Atomic Energy Commission (PAEC) sotto licenza da parte della Pakistan Nuclear Regulatory Authority (PNRA), l'autorità di regolamentazione nucleare del Pakistan.

## Economia
Il Pakistan è il quinto paese più popoloso nel mondo, con una serie di sfide sul fronte economico. Storicamente, il confronto con la vicina India è risultato in una percezione negativa del Pakistan, soprattutto nei paesi occidentali, il che ha portato a una scarsità d'investimenti stranieri diretti nella nazione. Occorre però tenere conto che lo stato economico del Pakistan è migliorato negli ultimi anni, in parallelo a un grande miglioramento nella sua posizione nel mercato dei cambi: più precisamente, l'attivo della bilancia dei pagamenti e la rapida crescita delle sue riserve monetarie. Inoltre, il ridursi della tensione con l'India e il processo di pace in corso danno nuove speranze per la prosperità e stabilità dell'Asia meridionale.
L'economia pakistana, che si pensava essere altamente vulnerabile agli choc esterni e interni, si è dimostrata inaspettatamente forte durante una serie d'eventi potenzialmente distruttivi come la crisi finanziaria asiatica, la recessione globale, la carestia, l'azione militare in Afghanistan dopo l'11 settembre, e le tensioni con l'India. Nei due anni e mezzo seguenti agli attacchi dell'11 settembre, l'indice KSE-100 della borsa pakistana è stato quello con la maggiore performance mondiale. Ultimamente il settore manifatturiero pakistano ha avuto tassi di crescita in doppia cifra, con la manifattura su larga scala cresciuta del 18% nel 2003. Una riduzione del deficit fiscale ha portato a una minore richiesta statale di denaro nel mercato monetario domestico, minori tassi d'interesse e un'espansione nei prestiti a privati e aziende.
L'economia pakistana è stata anche abbastanza stabile nel lungo periodo: l'ultimo anno di crescita negativa nel prodotto nazionale lordo è stato il 1951.
Il governo pakistano ha garantito negli ultimi anni numerosi incentivi alle compagnie tecnologiche che intendessero fare affari in Pakistan. Una combinazione di esenzioni fiscali per più di dieci anni, l'azzeramento dei dazi sulle importazioni di calcolatori, incentivi governativi per i venture capital e una varietà di programmi per finanziare l'educazione tecnica hanno dato un grande impeto alla nascente industria dell'Information Technology. Molte aziende tecnologiche pakistane forniscono software e servizi alle maggiori corporation mondiali.

### Industria

#### Settore tessile
Il settore tessile rappresenta il 70% delle esportazioni pakistane, ma le condizioni di lavoro dei lavoratori sono deplorevoli: i piccoli laboratori di produzione generalmente non firmano contratti di lavoro, non rispettano il salario minimo e talvolta impiegano bambini; le violazioni del diritto del lavoro si verificano anche tra i principali subappaltatori di marchi internazionali e nelle zone di esportazione i lavoratori non sono tutelati da sindacati in quanto vietati e altrove, se coinvolti nella creazione di sindacati, possono essere minacciati, licenziati o picchiati. Le fabbriche non sono conformi alle norme di sicurezza, con conseguenti incidenti: nel 2012, 255 lavoratori sono morti in un incendio in uno stabilimento di Karachi. I soli 547 ispettori del lavoro in Pakistan che controllano le 300.000 fabbriche del Paese non riescono a controllare l'intera industria tessile, e solo presso i marchi internazionali le ispezioni riescono a far rispettare alcune regole di sicurezza, anche se è stata rilevata assenza di trasparenza nelle filiere.

#### Settore minerario
Il Pakistan ha depositi di numerosi minerali e altre risorse naturali, tra cui arenaria, cromite, gesso, ferro, oro, argento, salgemma, rame, carbone, pietre preziose, marmo, grafite, terra refrattaria, zolfo, silice e zinco.
Per il suolo argilloso della grande pianura, il Pakistan è produttore di mattoni, con le ciminiere visibili sulla strada da Islamabad a Peshawar, ma vi è anche l'impiego di lavoro minorile e spesso i lavoratori sono in condizioni assimilabili alla schiavitù.
Giacimenti di petrolio e di gas naturale sono stati scoperti in Pakistan per la prima volta nel 1952 nella provincia del Belucistan e nel 1960 è stato scoperto un campo petrolifero a Islamabad; nel Paese, a partire dal periodo coloniale, si estrae anche carbone bituminoso e lignite.

### Turismo

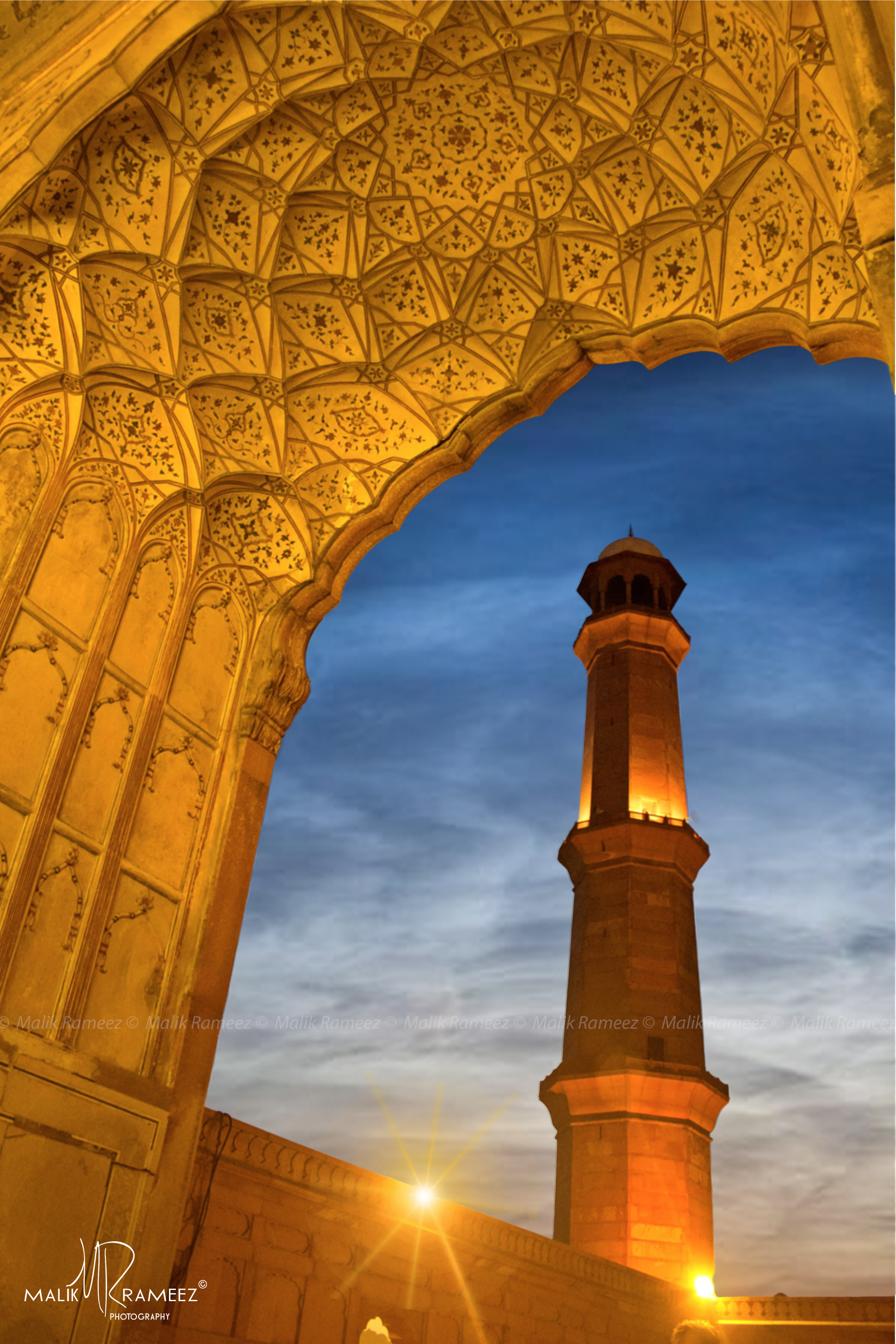
La moschea Badshahi fu voluta dai Moghul nel 1671. Essa fa parte del Patrimonio Mondiale dell'Umanità

Grazie alle sue diverse culture, al suo popolo e ai paesaggi, nel 2012 il Pakistan ha attirato 1 milione di turisti. Negli anni 1970 l'industria del turismo pakistano si trovava nel suo periodo di massimo splendore, quando il paese ricevette una quantità senza precedenti di turisti stranieri. Le principali destinazioni di questi turisti furono il passo Khyber, Peshawar, Karachi, Lahore, Swat e Rawalpindi. Le principali attrazioni del paese comprendono alcuni siti archeologici di importante valore e luoghi di interesse naturalistico sulle pendici dell'Himalaya. Il Pakistan vanta diverse montagne di altezza superiore ai 7000 m. La parte a nord del Pakistan è ricca di antiche fortificazioni, di esempi di architetture passate, mentre la valle di Hunza e Chitral è sede di piccole comunità pre-islamiche animiste Kalasha che affermano di discendere da Alessandro Magno. La capitale culturale del Pakistan, Lahore, contiene molti esempi di architettura di Mughal, come la moschea Imperiale, i giardini Shalimar, la tomba di Jahangir e forte Lahore. Prima della crisi economica globale, il Pakistan ospitava oltre 500.000 turisti ogni anno.
Nell'ottobre 2006, appena un anno dopo il terremoto del Kashmir del 2005, il Guardian ha pubblicato "I primi cinque siti turistici in Pakistan", al fine di aiutare l'industria turistica del paese. I cinque siti includevano Taxila, Lahore, la strada del Karakorum, Karimabad e il lago Saiful Muluk.

### Trasporti
Il settore dei trasporti contribuisce a circa il 10,5% del PIL del paese. Il Pakistan vanta infrastrutture stradali migliori di quelle dell'India, del Bangladesh e dell'Indonesia, tuttavia il trasporto ferroviario è ancora inferiore a quello della Cina e anche le infrastrutture aeronautiche necessiterebbero di miglioramento. Il paese è praticamente privo di un sistema di trasporto sulle acque interne e la navigazione costiera soddisfa solo esigenze locali minori.
Le strade costituiscono la spina dorsale del sistema di trasporto del Pakistan; con una lunghezza totale di 259.618 km spostano il 91% dei passeggeri e il 96% del traffico merci. I servizi di trasporto terrestre sono in gran parte nelle mani del settore privato, che gestisce circa il 95% del traffico merci. L'"Autorità Nazionale per le Strade" è responsabile per la manutenzione delle strade e delle autostrade nazionali. Il collegamento dai porti del sud alle province popolose del Punjab e Khyber a nord è garantito dal sistema autostradale, anche se questa rete rappresenta solo il 4,2% della lunghezza totale percorribile, essa gestisce l'85% del traffico del paese.
Le "Ferrovie Pakistane", controllate dal Ministero delle Ferrovie, gestisce il sistema ferroviario. Dal 1947 al 1970, il treno era il mezzo principale di trasporto, fintanto che vennero realizzate le strade nazionali e si andò incontro al boom economico del settore automobilistico. Dal 1990, ci fu un marcato spostamento del traffico dalla rotaia alla autostrada. Al 2015, il traffico ferroviario interno trasporta solo il 10% dei viaggiatori e il 4% delle merci, l'estensione della rete ferroviaria è diminuita dagli 8.775 km del 1990 ai 7.791 km del 2011. Tuttavia, per il prossimo futuro, il Pakistan prevede di utilizzare il servizio ferroviario per incrementare il commercio estero con la Cina, l'Iran e la Turchia.

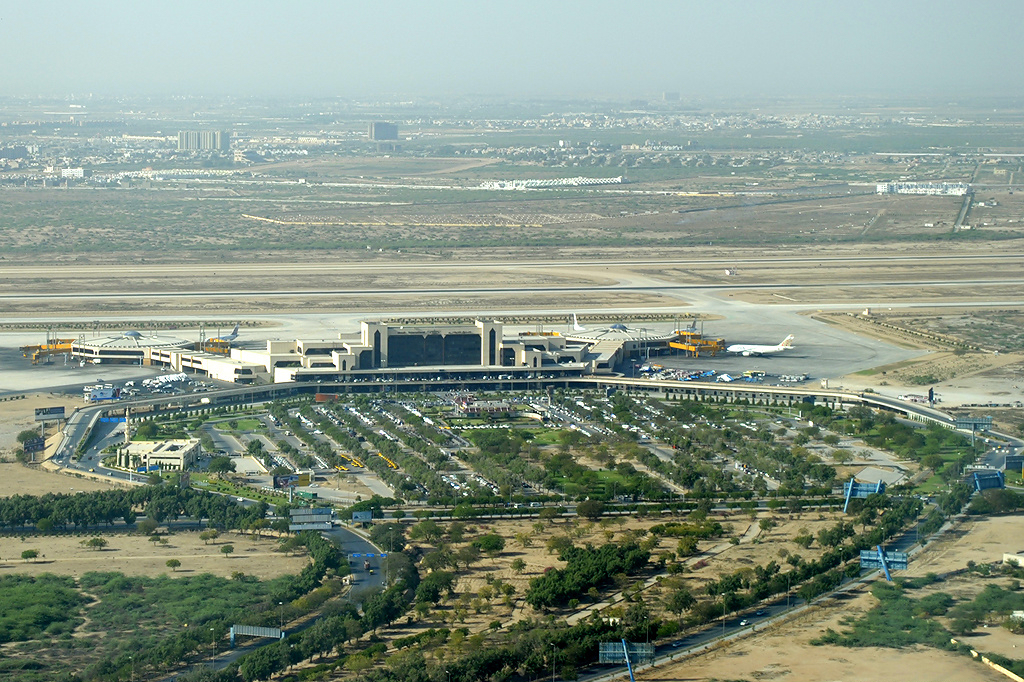
Vista aerea dell'Aeroporto Internazionale Jinnah

Il paese è dotato, approssimative, di 139 aeroporti sia militari che civili, e sono per lo più di proprietà pubblica. Anche se l'Aeroporto Internazionale Jinnah è la principale porta di accesso internazionale al Pakistan, gli aeroporti internazionali di Lahore, Islamabad, Peshawar, Quetta, Faisalabad, Sialkot e Multan gestiscono anch'essi una notevole quantità di traffico. Il settore dell'aviazione civile è in parte pubblico e in parte privato, grazie alla liberalizzato avvenuta nel 1993. Mentre la compagnia di bandiera Pakistan International Airlines (PIA) è il principale vettore aereo trasportando circa il 73% dei passeggeri domestici, le compagnie private come Airblue, Shaheen Air International e Air Indus, forniscono servizi simili con le caratteristiche di compagnie low cost. I principali porti marittimi sono a Karachi e Sindh. Dal 1990, alcune operazioni portuali sono state spostati Balochistan con la costruzione di nuove infrastrutture. Secondo Mundi Index, la valutazione della qualità dei porti marittimi pakistani è aumentata dal 3,6 al 4 tra il 2006 e il 2009.

## Ambiente

### Flora e fauna

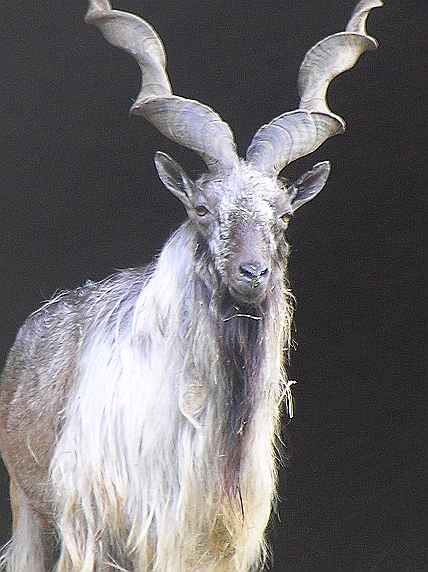
Un markhor, animale nazionale del Pakistan

L'animale nazionale del Pakistan è il markhor e il suo uccello nazionale il chukar, detto anche chakhoor in urdu. La grande varietà di habitat e di climi del Pakistan permette lo sviluppo di una vasta varietà di animali e uccelli. Le varie foreste possono essere formate da conifere alpine e sub-alpine, come abeti, pini e cedri dell'Himalaya, sulle montagne settentrionali o da alberi decidui, come lo shisham, simile al gelso, sui Monti Sulaiman a sud. Sulle colline occidentali crescono ginepri e tamerici, oltre a sparuti ciuffi d'erba ed arbusti. Lungo le coste meridionali gran parte delle paludi costiere sono formate da foreste di mangrovie.
Nel sud, i coccodrilli nuotano nelle acque fangose delle foci dell'Indo, mentre sulle rive del fiume vivono cinghiali, cervi, istrici e piccoli roditori. Nelle boscaglie sabbiose del Pakistan centrale si trovano sciacalli, iene, gatti selvatici, pantere e leopardi e negli azzurri cieli sovrastanti volano sparvieri, falchi ed aquile. Nei deserti sud-occidentali sopravvivono i rarissimi ghepardi asiatici. Sulle montagne settentrionali è diffusa una gran varietà di specie minacciate, tra cui pecore di Marco Polo, pecore urial, markhor, stambecchi, orsi neri asiatici, orsi bruni dell'Himalaya e il rarissimo leopardo delle nevi. Nell'agosto 2006, il Pakistan ha donato un cucciolo orfano di questo felino, chiamato Leo, agli USA. Un'altra specie rara è il delfino di fiume dell'Indo, completamente cieco, del quale si ritiene sopravvivano circa 1100 esemplari, protetti nella Riserva del Delfino di Fiume dell'Indo, nel Sindh. Negli ultimi anni il numero di animali selvatici uccisi per il commercio di pelli e pellicce ha portato all'istituzione di una nuova legge che vieta la loro uccisione e la creazione di numerosi santuari della fauna selvatica e di riserve di caccia. Da allora il numero dei cacciatori è notevolmente diminuito.

## Cultura

### Arte
Nel territorio dell'attuale Pakistan si trovano le vestigia di tempi antichissimi, dall'arte della civiltà della Valle dell'Indo all'arte indiana, dall'arte persiana del periodo preislamico all'arte islamica. I contatti con l'Occidente, a partire soprattutto dall'epoca del colonialismo britannico, hanno favorito l'innesto di mode e correnti di origine europea, ulteriormente rafforzatesi con l'apporto dei pakistani della diaspora. Tuttavia questa tendenza trova oggi un obiettivo ostacolo nell'ondata di re-islamizzazione della società, percorsa da virulenti tendenze antieuropee.

### Architettura
Dell'architettura pakistana si riconoscono quattro periodi: pre-islamico, islamico, coloniali e post-coloniali. Con l'inizio della civiltà intorno alla metà del III millennio a.C., si sviluppò per la prima volta una cultura urbana avanzata, con la costruzione di grandi edifici, alcuni dei quali sopravvivono ancora oggi. Mohenjo-daro, Harappa e Kot Diji sono tra gli insediamenti pre-islamici che ora sono attrazioni turistiche del paese. A partire dal I secolo d.C., l'ascesa del Buddismo e l'influenza greca portò allo sviluppo dello stile greco-buddhista. Il punto più alto elevato di questa era si raggiunse con il culmine del Regno di Gandhāra. Un esempio di architettura buddista sono le rovine del monastero Takht-i-Bahi.
L'arrivo dell'Islam in Pakistan odierno ha significato la fine improvvisa dell'architettura buddista una veloce transizione verso l'architettura islamica, prevalentemente caratterizzata dall'assenza di immagini. L'edificio più importante in stile indo-islamico ancora esistente è la tomba dello scià Rukn-e-Alam a Multan. Durante l'era Mughal, elementi dell'architettura persiana sono stati fusi con quelli islamici. La Moschea Imperiale, il Forte di Lahore, con la famosa Porta Alamgiri, la moschea Wazir Khan, i Giardini Shalimar a Lahore e la Moschea Shahjahan a Thatta, sono gli esempi di maggior pregio. Nel periodo coloniale britannico, edifici prevalentemente funzionali si sono sviluppati da una miscela di componenti europei e indiani-islamici. L'identità nazionale post-coloniale si è espressa in strutture moderne come la Moschea Faisal, il Minar-e-Pakistan e Mazar-e-Quaid.

### Pittura e scultura
Tra gli artisti affermatisi nel XX secolo possiamo ricordare Anna Molka Ahmed, mentre tra il XX e il XXI secolo spicca la figura di Shahzia Sikander.

### Patrimoni dell'umanità

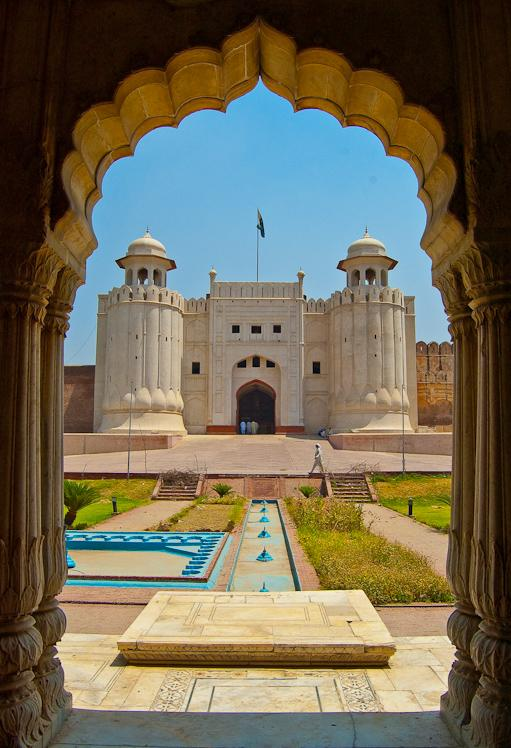
Il Forte Lahore, un punto di riferimento costruito in epoca Mughal, è un patrimonio mondiale dell'UNESCO

Il Pakistan ospita diversi siti dichiarati Patrimonio dell'umanità dall'UNESCO.

### Letteratura
La relativa giovinezza dello Stato pakistano, frutto dello smembramento dei territori indiani della Corona britannica a partire dal 1947, fa comprendere come una "letteratura pakistana" sia concetto storicamente e culturalmente problematico. Gli scrittori musulmani dell'India sin dal Medioevo si sono espressi essenzialmente in lingua urdu e in lingua persiana, contribuendo allo sviluppo di due distinte letterature, la letteratura persiana e la letteratura urdu. La problematicità del concetto di letteratura pakistana emerge già dal fatto che scrittori persiani operarono sin dal Medioevo in un'area che copre tutta l'attuale India settentrionale, non solo l'attuale Pakistan; così come, d'altronde, gli scrittori in lingua urdu, tra i quali Saadat Hasan Manto, ebbero i loro principali centri a Lahore nell'attuale Pakistan e a Delhi e Lucknow, nell'attuale India, dove tuttora esiste una ricca tradizione letteraria in lingua urdu. Il più grande autore "pakistano" del Novecento, Muhammad Iqbal (m. 1938, ossia prima della spartizione), scrittore filosofo e nazionalista considerato il "padre del Pakistan" che tuttavia non fece in tempo a veder sorgere, compose sia in persiano che in urdu raggiungendo livelli di assoluta eccellenza in entrambe le lingue. Per questo risulta certamente più esatto parlare, al plurale, di "letterature del Pakistan", peraltro anche in considerazione del fatto che -oltre all'urdu e al persiano- esistono nel paese altre lingue, come ad esempio il pashto e il baluchi che a loro volta alimentano distinte letterature (che hanno centri culturali importanti anche oltre confine, in Afghanistan e in Iran). Il perdurare di un clima di reciproci sospetti e continue tensioni politiche con l'India ha certamente favorito l'evolversi di una letteratura in urdu come fattore importante di identità culturale e etnico-religiosa del Pakistan. Tuttavia è da osservare che molti scrittori pakistani contemporanei, non diversamente da quelli indiani, si esprimono sempre più spesso in lingua inglese, come è il caso ad esempio di Tariq Ali, autore di notevoli romanzi storici (Il sultano di Palermo, 2007; All'ombra del melograno, 2007; Il libro del Saladino, 2008, pubblicati in versione italiana da Baldini e Castoldi); ma sono da ricordare anche Hanif Kureishi, Nadeem Aslam (Mappe per amanti smarriti, Feltrinelli, Milano 2006) e Mohammed Hanif (Il caso dei manghi esplosivi, Bompiani, Torino 2009), tutti scrittori formatisi in Inghilterra ma di origini pakistane che hanno raggiunto con i loro romanzi notevole fama internazionale.
Allama Iqbal è il poeta nazionale del Pakistan. Oltre alla sua patria, è anche famoso in Iran dove è noto come Iqbāl-e Lāhorī..

#### Poesia

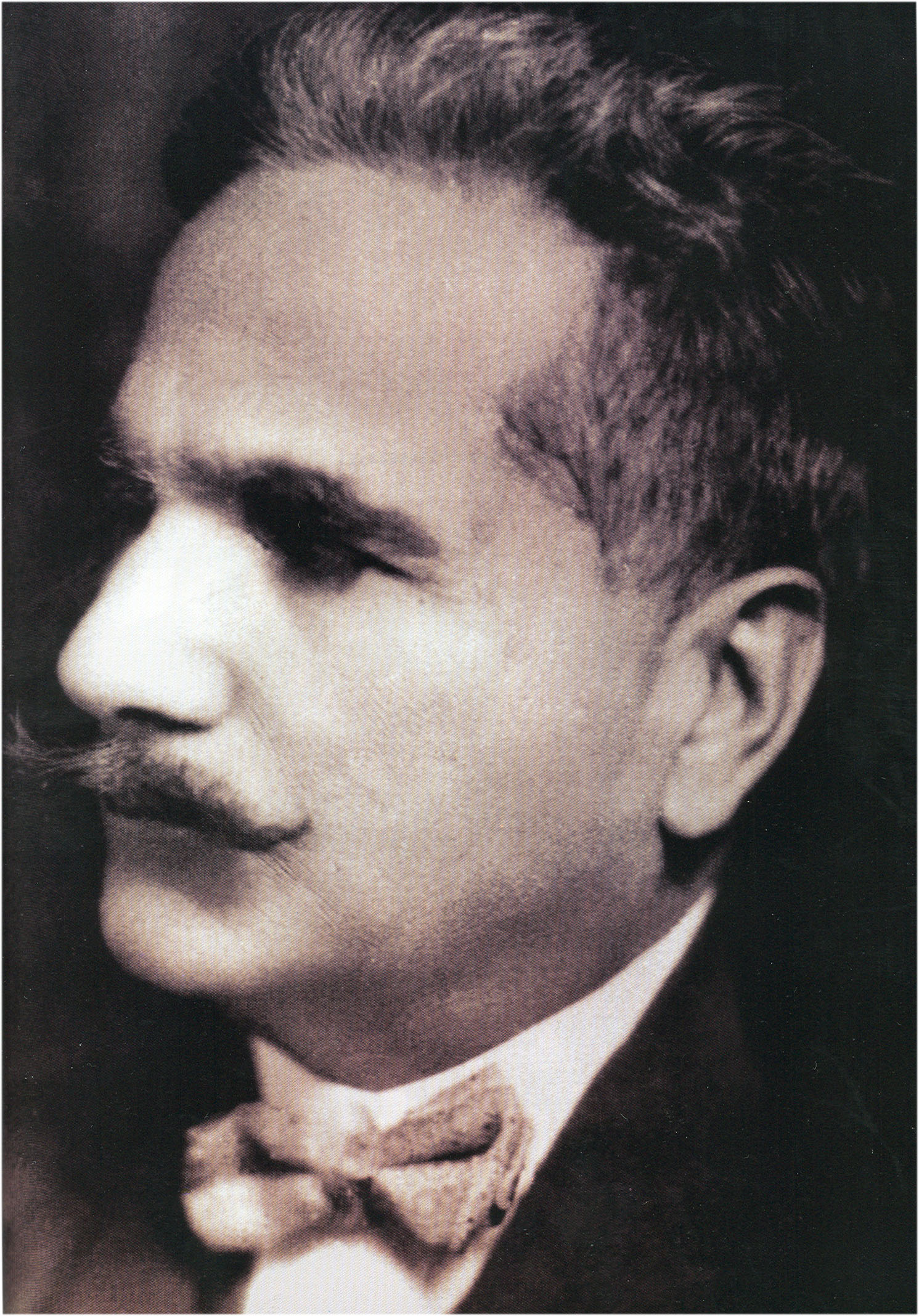
Muhammad Iqbal.

Sir Muhammad Iqbal (Sialkot, 9 novembre 1877 - Lahore, 21 aprile 1938) è stato un poeta e filosofo pakistano di origine indiana.
Viene considerato il poeta nazionale pakistano. Muhammed Iqbal (Urdu محمد اقبال) viene spesso titolato che significa “ʿAllāma Iqbal, sapientissimo ” (in arabo: علامہ اقبال), per sottolineare la sua grande erudizione. La maggioranza delle sue opere sono state scritte in lingua persiana.
Iqbal conseguì il suo Master of Arts in Filosofia a Lahore, allora parte dell'India britannica. Tra il 1905 e il 1907 studiò giurisprudenza e filosofia a Cambridge, Monaco di Baviera e Heidelberg.
Erano questi gli anni che portarono il poeta Iqbal a paragonare l'Oriente e le sue filosofie con quelle dell'Occidente. Consapevole che la cultura islamica era in declino, sviluppò al suo ritorno in patria il desiderio di riportare la cultura musulmana alle antiche glorie spirituali. Per ottenere ciò predicò la solidarietà islamica.
Tra gli altri poeti del Novecento si può annoverare Golam Mostofa e Amrita Pritam, indiana, ma con cittadinanza pakistana.

### Musica
La musica più popolare varia da quella tradizionali come il Qawwali a quella più moderna nella quale si cerca di fondere la musica tradizionale pakistana con quella occidentale inoltre viene ascoltata con piacere anche negli stati uniti e non solo da coloro che provengono dal Pakistan ma anche da originari del luogo. Il bhangra consiste in tipiche forme di musica e danza originari del Punjab. Ci sono anche i naat, canzoni religiose. Nota cantante pop di fama internazionale è Nazia Hassan. Statunitense ma di origine pakistana è invece Nadia Ali.

### Cinema
Nonostante le relazioni tese con l'India, i film indiani sono popolari nel Pakistan, dove possono essere reperiti con facilità nonostante siano ufficialmente illegali. Esiste anche un'industria cinematografica indigena, soprannominata «Lollywood», che produce più di 40 lungometraggi l'anno, concentrata a Lahore.
Una ballerina che ha introdotto la danza nel cinema pakistano degli anni quaranta è stata Anna Marie Gueizelor (o Madam Azurie).
Nel corso dei Premi Oscar 2012 un documentario Saving Face diretto dallo statunitense Daniel Junge e dalla regista pakistana Sharmeen Obaid-Chinoy ha vinto nella categoria Oscar al miglior cortometraggio documentario. Il film Joyland del regista Saim Sadiq, invece, è stato il primo film pakistano entrato, nel 2022, nella short-list dei nove candidati per l'Oscar al miglior film straniero.
Nel 2024 è uscito il primo film d'animazione interamente animato in tecnica tradizionale del Pakistan dopo uno sviluppo decennale, The Glassworker di Usman Riaz.

### Scienza e tecnologia
In ambito scientifico da ricordare la figura di Abdus Salam, Premio Nobel per la fisica, nel 1979, per il suo contributo alla teoria della interazione elettrodebole.

#### Il Pakistan nello spazio
- 16 luglio 1990: viene lanciato Badr-1, il primo satellite del Pakistan.
- 6 ottobre 2023: Namira Salim[208] è la prima donna pakistana nello spazio.

## Sport

### Cricket
Lo sport più popolare in Pakistan è il cricket: milioni di pakistani assistono alla TV alle partite della nazionale nelle competizioni internazionali, specialmente contro la storica rivale India. La Nazionale di cricket del Pakistan ha anche vinto la Coppa del Mondo di cricket 1992.

### Hockey su prato
Lo sport nazionale è l'hockey su prato, dove il Pakistan ha conquistato tre volte la medaglia d'oro olimpica.

### Giochi olimpici
Il primo oro olimpico per il Pakistan fu conquistato dalla Nazionale di hockey su prato del Pakistan, ai Giochi olimpici di Roma 1960.
Prima medaglia olimpica per il Pakistan fu la medaglia d'argento ottenuta dalla Nazionale di hockey su prato del Pakistan a Melbourne 1956.

### Altri sport
Il calcio è praticato, ma non è molto popolare. Fondata nel 1948, la Nazionale di calcio del Pakistan non ha, al momento, ottenuto importanti risultati in campo internazionale. Si pensa che il polo sia nato nelle parti settentrionali del Pakistan: esso continua ad essere uno sport importante, con molte competizioni durante l'anno. Lo squash è molto praticato. Per la disciplina del wrestling ricordiamo la figura di The Great Gama.

## Tradizioni e folclore
Il Pakistan ha una tradizione culturale molto ricca che risale alla civilizzazione della valle dell'Indo, 2800-1800 a.C. La regione che oggi corrisponde al Pakistan nel passato è stata invasa e occupata da molte popolazioni, tra cui gli unni bianchi, i persiani, gli arabi, i turchi, i mongoli e vari gruppi europei. La cultura pakistana ha pertanto le sue origini nella sovrapposizione di varie culture, cui l'ultima, la islamica, che si perpetua dall'VIII secolo, fornisce la nota dominante. Ci sono differenze in cultura tra i diversi gruppi etnici in materie come vestiti, cibo e religione, specialmente dove gli usi preislamici differiscono dalle pratiche islamiche.
La crescente globalizzazione ha accresciuto l'influenza della «cultura occidentale» nel Pakistan, specialmente tra la parte più ricca della popolazione che ha facile accesso a prodotti, televisione, mass media e cibi occidentali. Molte catene di ristoranti occidentali sono entrate nel mercato pakistano, e si possono trovare nelle principali città. Allo stesso tempo, c'è anche un movimento reazionario all'interno del Pakistan che vuole allontanarsi dalle influenze occidentali, tornando alle radici più tradizionali dell'Islam.
C'è una notevole diaspora pakistana, soprattutto nel Regno Unito, negli USA, in Canada e Australia ma anche nelle nazioni scandinave. Molti pakistani vivono anche nel Medio oriente. Questi emigranti e la loro prole influenzano culturalmente ed economicamente il Pakistan, sia con i loro viaggi interni alla nazione, che in particolare tornando in patria o facendo degli investimenti.
Le città di Lahore, Karachi, Peshawar, Islamabad, Faisalabad, Sialkot e Quetta sono specialmente note per i grandi contrasti nelle esperienze d'acquisto - dai fiorenti bazàr ai moderni centri commerciali multipiano. In particolare, Lahore e Karachi sono costellate di colorate aree con all'interno centinaia di negozi di tecnologia. Molti di questi sono piccoli, con offerte speciali incredibili e servizi di riparazione per praticamente ogni prodotto tecnologico. Ci si può trovare di tutto, dagli ultimi telefonini a CD e DVD davvero economici. Il bazar tecnico più famoso di Lahore è l'Hafeez Center, situato sul Gulberg Main Boulevard. Un tipico abito tradizionale, maschile e femminile, viene chiamato Salwar kamiz. Appartiene alla tradizione del folclore pakistano il Barmanou, un tipico criptide che possiede caratteristiche sia simili alla scimmia che all'uomo.

### Gastronomia

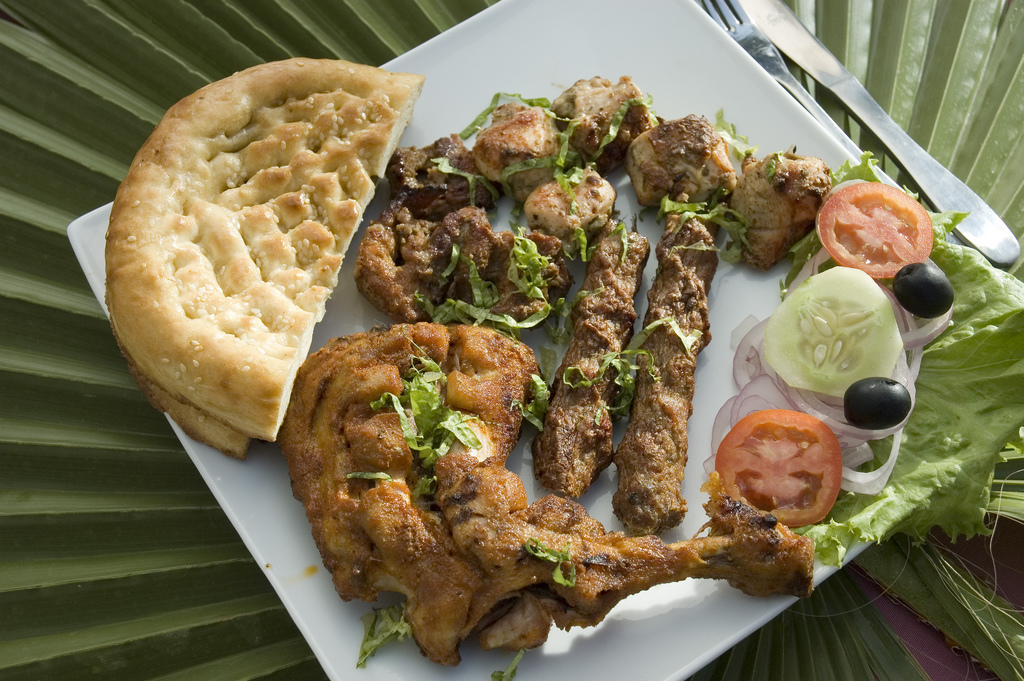
Un piatto pakistano cucinato utilizzando il metodo tandoori

La cucina pakistana è simile alla cucina di altre regioni dell'Asia meridionale, dal momento che gran parte di essa origina dalle cucine reali degli imperatori Mughal del XVI secolo. Tuttavia, il Pakistan vanta una maggiore varietà di carne rispetto al resto del sub-continente. La maggior parte di questi piatti affondano le radici nella cucina britannica, in quella dell'Asia centrale e del Medio Oriente. La cucina pakistana sovente utilizza grandi quantità di spezie, erbe aromatiche e condimenti. Aglio, zenzero, curcuma, peperoncino rosso e garam masala vengono utilizzati nella maggior parte dei piatti e la cucina casalinga comprende regolarmente il curry. Un tipico piatto a base di carne, verdure e curry è costituito dal balti. Il chapati, una sottile focaccia di grano, è un alimento di base, servito con curry, carne, verdure e lenticchie. Anche il riso è un alimento comune.
Il lassi è una bevanda tradizionale nella regione del Punjab. Tè nero con latte e zucchero è popolare in tutto il Pakistan e viene bevuto quotidianamente dalla maggior parte della popolazione. Sohan Halwa è un piatto dolce popolare dalla regione meridionale della provincia del Punjab ma si può gustare in tutto il Pakistan.

### Festività e ricorrenze nazionali
| Data        | Nome                        | Significato                                                                       |
| ----------- | --------------------------- | --------------------------------------------------------------------------------- |
| 23 marzo    | Pakistan Day                | il Pakistan diviene, primo nella storia, Repubblica islamica, nel 1956            |
| 14 agosto   | Independence Day; یوم آزادی | Giorno dell'indipendenza dal Regno Unito, fondazione del Pakistan, nel 1947       |
| 9 novembre  | Iqbal Day                   | Giorno del compleanno del poeta nazionale Muhammad Iqbal                          |
| 25 dicembre | Birthday of Quaid-e-Azam    | celebra il Giorno di nascita di Mohammad Ali Jinnah, padre fondatore del Pakistan |

### Altre festività
L'Eid Mubarak (in arabo:  عيد مبارك, in persiano/Urdu: عید مُبارک) è un augurio tradizionale islamico usato per le festività del Eid ul-Adha e Eid ul-Fitr.  Eid fa riferimento alla festività, Mubarak significa benedetto: la frase si traduce quindi festa benedetta ed è comunemente usata nel senso di buona festa.
(Mohammad)
Il primo giorno del mese di Shawwal, dopo la fine del digiuno di Ramadan, si celebra l'Eid-ul-Fitr: la festa per la fine del digiuno. L'Eid è un giorno dedicato interamente ai festeggiamenti. È un giorno di gioia, in cui si rende grazie a Dio per avere terminato il digiuno e per aver partecipato ai doni e alle grazie che Egli ha promesso a chi abbia rispettato con fede il suo comandamento. È dopo questa preghiera che i musulmani si augurano a vicenda Eid Mubarak.